# Train à vapeur du Beauvaisis
Le Train à vapeur du Beauvaisis est un chemin de fer touristique à voie métrique créé par le Musée des tramways à vapeur et des chemins de fer secondaires français (MTVS), sur une partie de l'ancienne ligne de Saint-Omer-en-Chaussée à Vers.
Il ouvre en mai 2017, sur un premier tronçon de 1,7 km au départ de la gare de Crèvecœur-le-Grand, dans le département de l'Oise, à mi distance de Beauvais et d'Amiens. Pour la saison 2019, la ligne est prolongée jusqu'à la gare de Rotangy, pour un parcours de 3 km. Depuis fin 2020 la voie se prolonge jusqu'à la limite de la communauté de communes, entre Rotangy et le hameau de Régnonval, lui donnant ainsi une longueur totale provisoire d'environ 4 km. La poursuite de la ligne se fera plus tard, après un recentrage du travail associatif sur la gare de Crèvecœur-le-Grand elle-même.
Au nord de la gare de Crèvecœur-le-Grand, l'ancienne ligne a été aménagée en coulée verte, permettant des promenades.

## Historique
Le Musée des tramways à vapeur et des chemins de fer secondaires français, situé à Butry-sur-Oise, exploitait une courte ligne sur l'emprise de l'ancienne  ligne de Valmondois à Marines pour faire circuler le matériel ferroviaire en état. Cette ligne a été réduite à la suite de l'urbanisation du secteur, et l'association ne disposait d'aucune perspective de développement sur place.
Elle a donc recherché le site d'une ancienne ligne de chemin de fer ayant un potentiel touristique, ainsi que l'intérêt des collectivités locales.
Le MTVS, la Communauté de communes de la Picardie verte (CCPV) et la Communauté de communes de Crèvecœur-le-Grand Pays Picard A16 Haute Vallée de la Celle (CCC) se sont entendus pour déplacer les collections du MTVS en gare de Crèvecœur-le-Grand sur l'ancienne ligne de Saint-Omer-en-Chaussée à Vers, qui permettait de relier Beauvais et Amiens et qui était le terminus de la ligne de chemin de fer secondaire à voie métrique du Chemins de fer départementaux de l'Oise reliant Estrées-Saint-Denis - Froissy - Crèvecœur-le-Grand.
Cela offrira la possibilité de créer entre Crèvecœur et la gare de Saint-Omer-en-Chaussée une ligne de chemin de fer touristique à voie métrique de 12 km de longueur et où circulera la collection du Musée, sur l'emprise de l'ancienne ligne à voie normale qui aura été déposée et dont les rails seront réemployés sur place.
Une préfiguration a eu lieu le 15 octobre 2011 près de la gare de Saint-Omer-en-Chaussée où le MTVS avait construit une voie ferrée provisoire sur laquelle il faisait circuler deux véhicules classés monuments historiques, la locomotive 030T Corpet-Louvet, ex-TIV, no 75 tractant la voiture no B 328, ex-CBR.
Il avait été initialement prévu d'implanter le dépôt à Saint-Omer-en-Chaussée, mais des problèmes de qualité du sol amenant d'importants surcoûts pour cette construction, le MTVS a décidé de l'implanter à l'autre extrémité du projet de chemin de fer touristique, en gare de Crèvecœur-le-Grand, où se trouve dans l'ancienne gare d'échange avec la ligne Estrées-Saint-Denis - Froissy - Crèvecœur-le-Grand  un ancien hangar à engrais, dépourvu de toit, qui sera transformé pour servir de dépôt.
En 2013, la préfecture de l'Oise a accordé l'arrêté portant approbation du dossier préliminaire de sécurité du tronçon Saint-Omer-en-Chaussée - Oudeuil en décembre 2013, mais aucuns travaux n'ont été réalisés. Un nouvel arrêté préfectoral portant approbation du dossier préliminaire de sécurité du tronçon de Crevecoeur-le-Grand à Rotangy a été obtenu le 9 mars 2015. Le MTVS avec ses bénévoles a entamé la remise en état d'installations ferroviaires de la gare de Crèvecœur, et de la ligne.

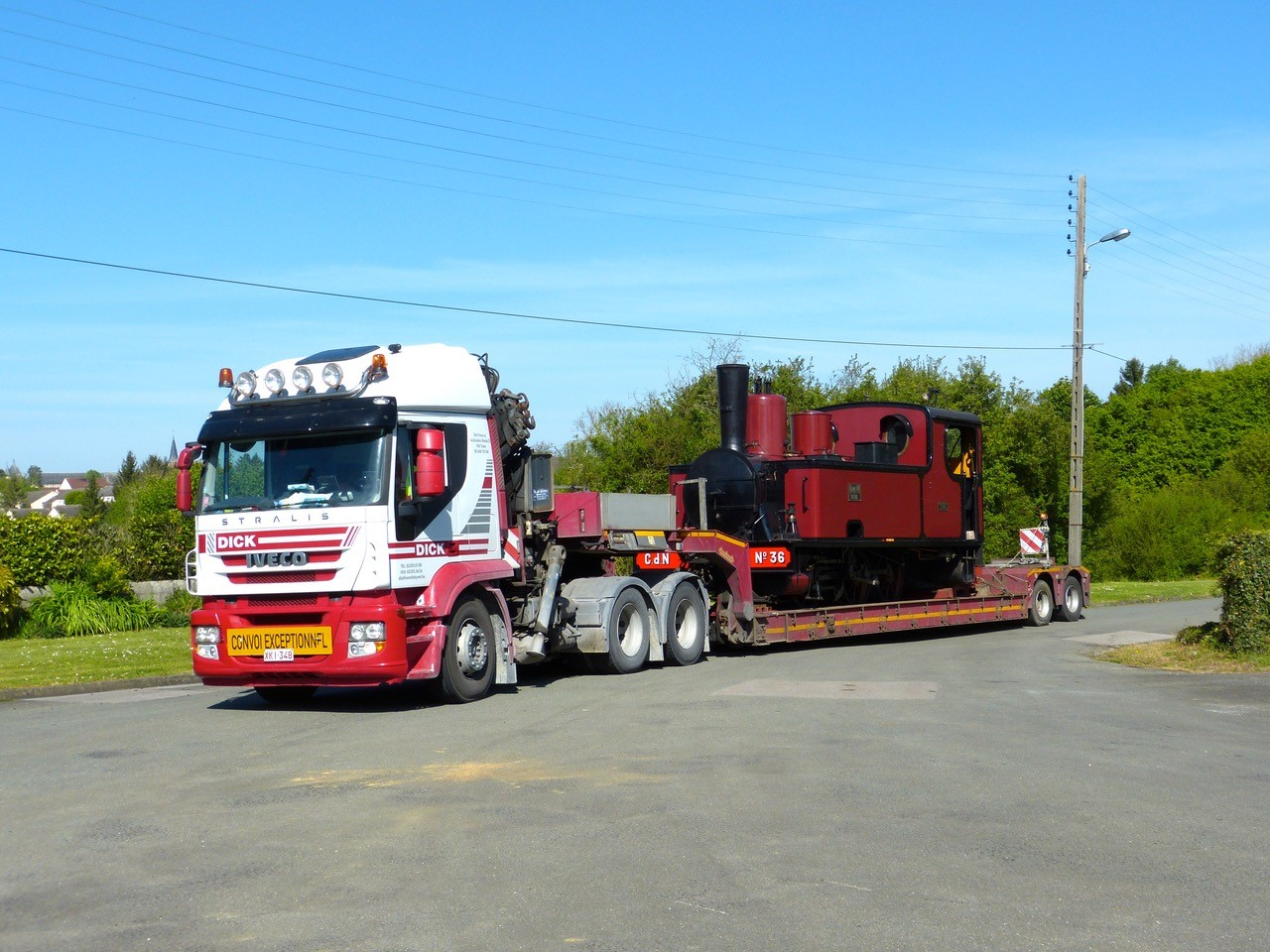
Transfert de la CDN 36 en mai 2017.

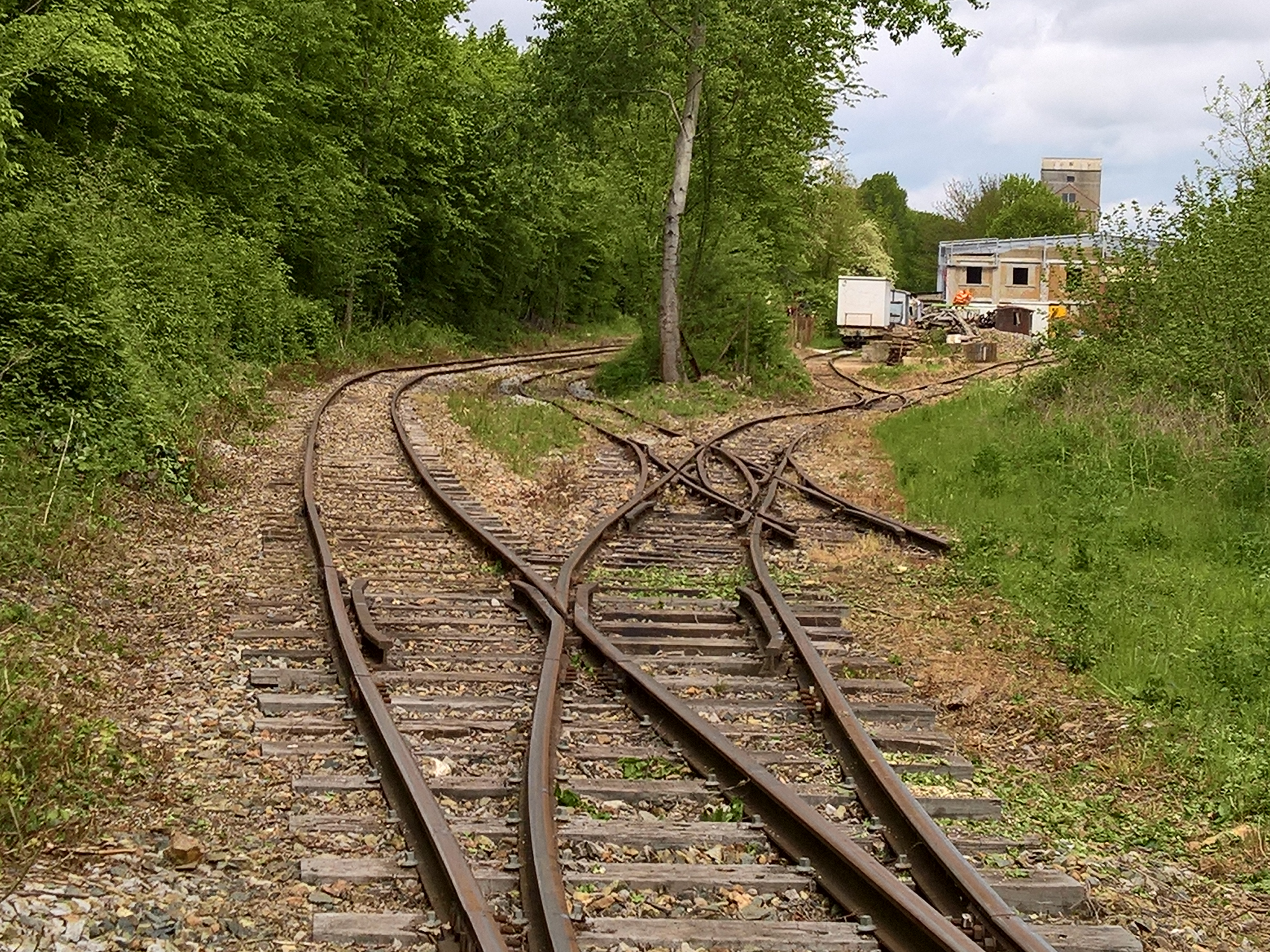
Les nouvelles installations de l'avant-gare de Crèvecœur, en mai 2017 : à gauche la voie principale, au centre la voie de manœuvre avec la traversée jonction double donnant accès, à droite, à l'atelier.

Le transport des matériels a commencé à l'été 2014 dans un ancien hangar à engrais construit sur la partie voie métrique de l’ancienne gare. Ce bâtiment a été cédé par la Commune à la communauté de communes de Crèvecœur le Grand Pays Picard A16 Haute Vallée de la Celle, qui le rénove et y remet une toiture au printemps 2017 pour un coût estimé de 334 000 € HT. Les bénévoles de l'association, après avoir défriché la zone, ont commencé à construire des installations à voie métrique, ce qui leur a permis de retrouver une ancienne fosse de visite de la ligne Estrées-Saint-Denis - Froissy - Crèvecœur-le-Grand (EFC), l'unique vestige à Crèvecœur de cette ligne.

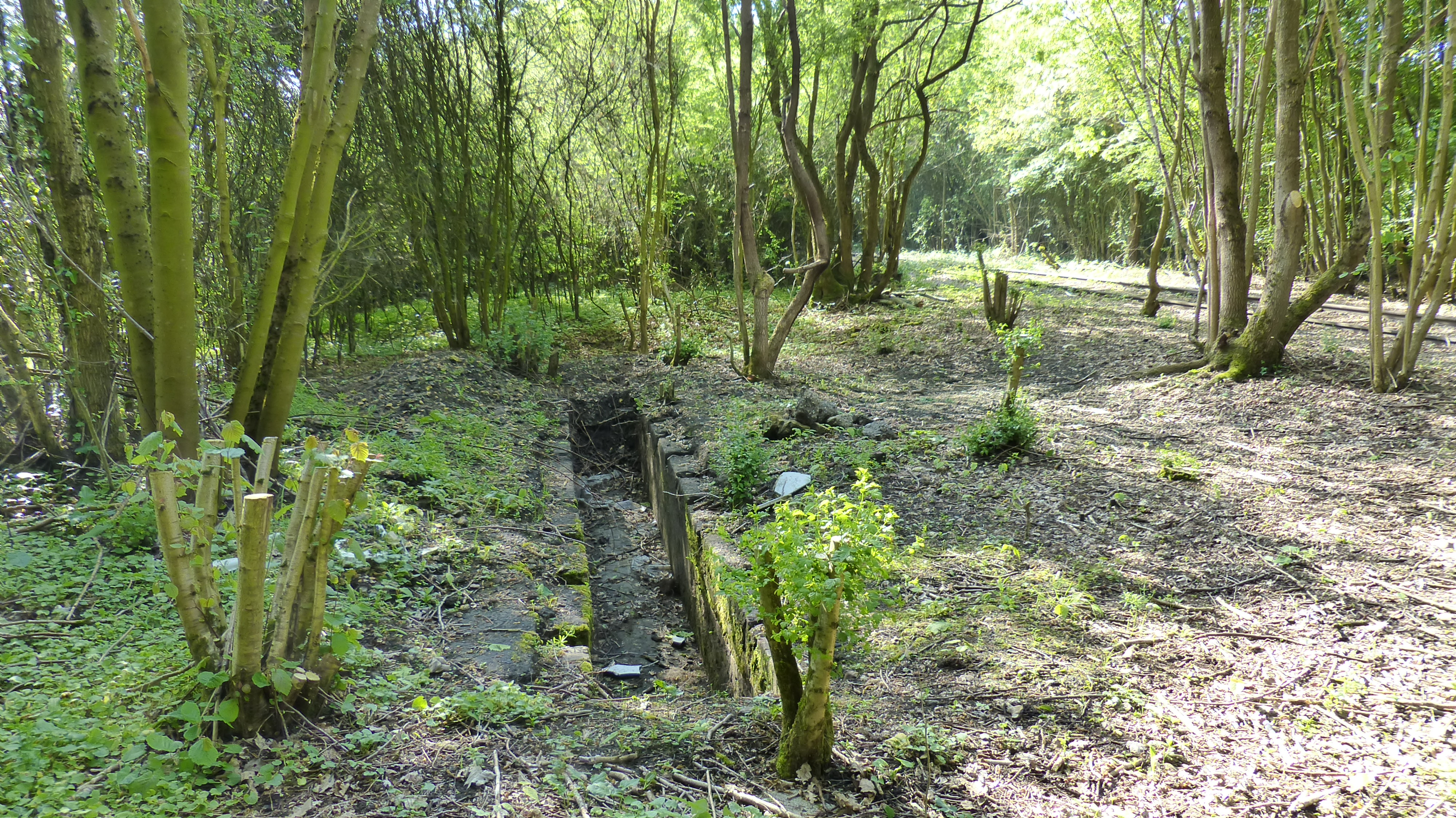
La fosse de visite de l'EFC, retrouvée lors du défrichage du terrain du futur musée.
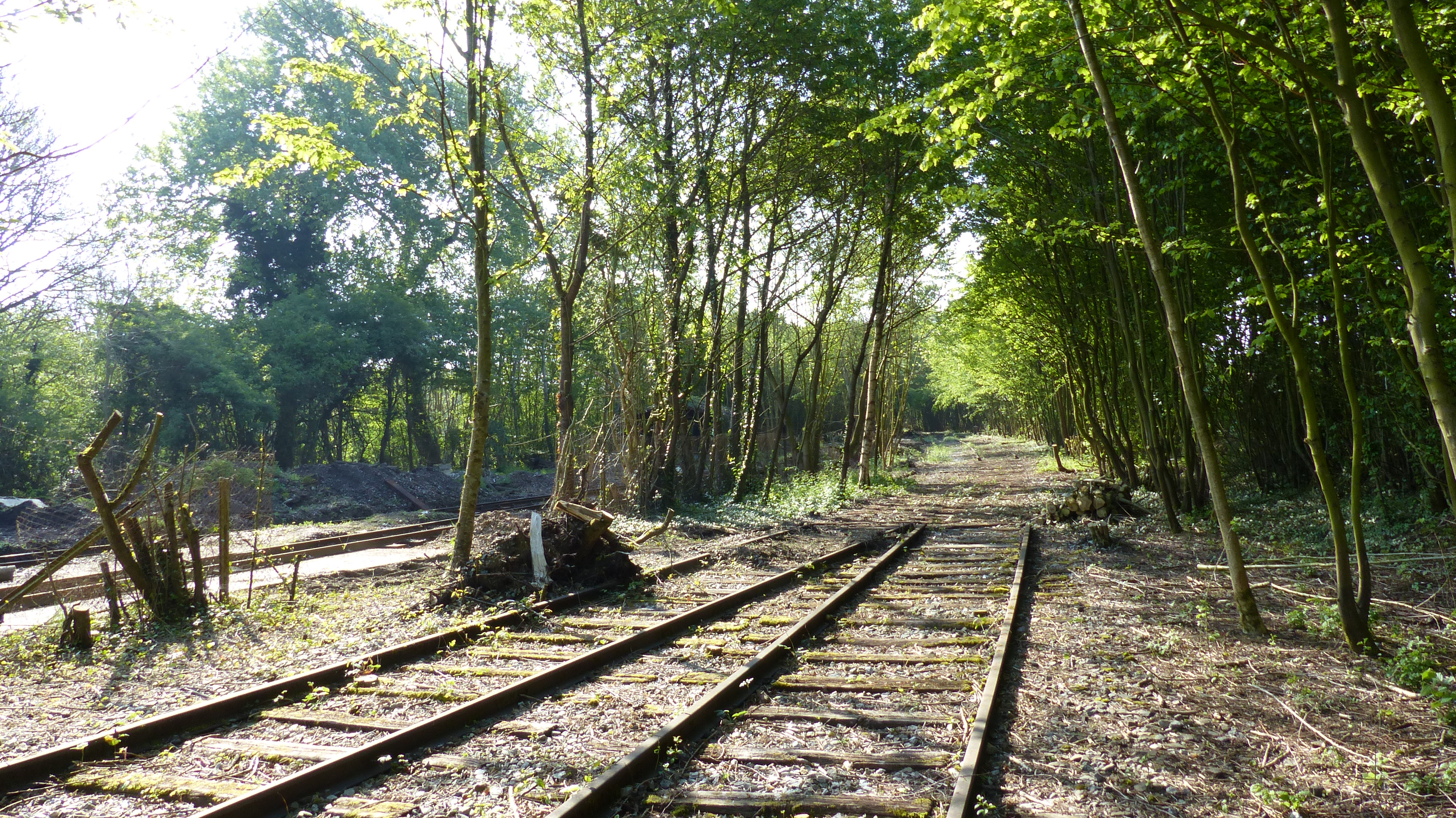
La gare en 2014 : au premier plan le début de l'évitement de la gare sur la Ligne de Saint-Omer-en-Chaussée à Vers à voie normale, avant sa reconstruction à voie métrique. Au second plan, les nouvelles voies métriques du dépôt du chemin de fer touristique.

Cette ligne à voie métrique a vocation à s'étendre à terme sur 12 km environ (11.9km) jusqu'à Saint-Omer-en-Chaussée, Une autorisation a été obtenue, auprès du service technique des remontées mécaniques et des transports guidés (STRMTG), pour la reconstruction jusqu'à la gare de Rotangy avec la recréation d'un passage à niveau sur la RD 149,. Un premier tronçon de 0,4 km a été mis en service en en octobre 2015,. Le chantier de reconstruction de la ligne s'est poursuivi en 2016 et a permis d'atteindre le passage à niveau de la route Beauvais-Crèvecœur-le-Grand (RD 149), soit une longueur de 1,6 km environ.
Les premières circulations régulières débutent en 2017.
La reconstruction de la ligne au-delà du passage à niveau de la RD 149 vers la gare de Rotangy interviendra après qu'auront été réalisées des études environnementales sur les conséquences du défrichement de la plate-forme, en 2017. En 2018 les défrichages commencent entre le RD 149 et la gare de Rotangy.
La communauté de communes de la Picardie verte, qui souhaite que la ligne atteigne effectivement Saint-Omer-en-Chaussée, est propriétaire de la gare d'Oudeuil, qu'elle a acquise après la fin de l'exploitation par la SNCF. Elle a décidé de la transformer en halte pédestre, le long d'un chemin de randonnée pédestre à réaliser et en gare de la ligne du TVT], grâce à des financements du « contrat de ruralité » signé en 2017 par la CCPV. Toutefois, en octobre 2019, l'intercommunalité a reporté  sa décision d'acquérir l'ancienne emprise ferroviaire de la vallée de l'Herperie située sur son territoire, malgré des perspectives significatives de développement touristique que permettrait le prolongement de la ligne

Le 2 avril 2022, lors de l'assemblée générale de l'association, la présidente de la CCPV Fabienne Cuvelier a confirmé que le MTVS serait le bénéficiaire d'une subvention annuelle dans le but de prolonger la voie ferrée au delà de Rotangy, vers Blicourt et ensuite Oudeuil. L'extension de l'exploitation dans une nouvelle communauté de communes est donc officielle[réf. nécessaire].

## Infrastructure

Tracé de la ligne entre Crèvecœur-le-Grand et Saint-Omer-en-Chaussée.

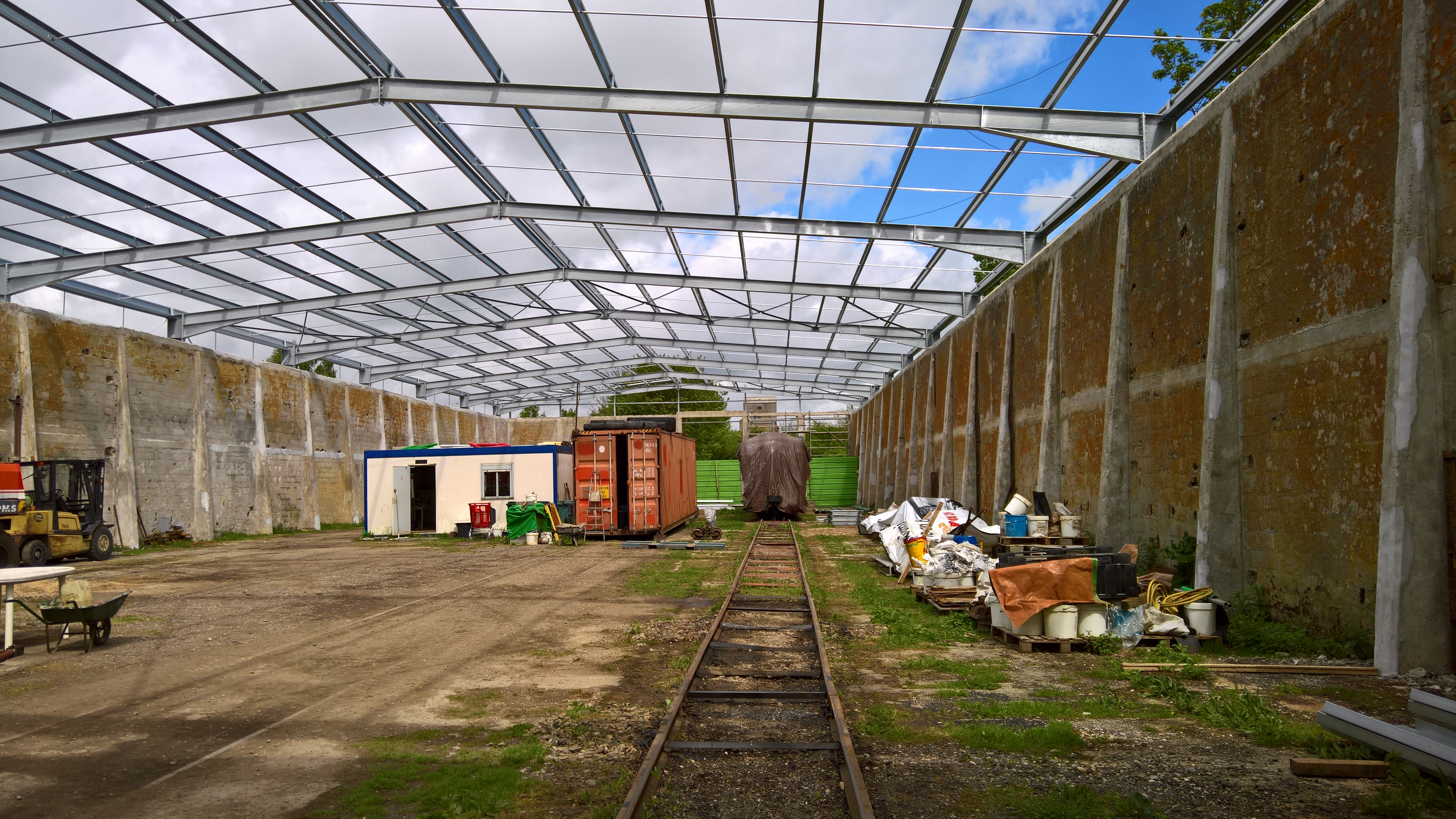
Construction de la charpente de la nouvelle toiture du dépôt, en mai 2017

La ligne a été reconstruite à voie métrique et voie unique par les bénévoles du MTVS sur l'emprise de l'ancienne ligne de Saint-Omer-en-Chaussée à Vers, avec les rails de l'ancienne ligne mais sur des traverses neuves achetées pour l'occasion grâce à une souscription publique. Elle dispose de deux évitements, un en gare de Crèvecœur et un second en gare de Rotangy afin d'y permettre la remise en tête des locomotives à chaque terminus.
Le dépôt est installé dans un ancien silo à engrais de 1 800 m2 environ propriété de la communauté de communes locale. Une fosse va y être créée par l'association afin de permettre l'entretien des locomotives.
Le quai de la gare, ainsi que ses abords, a été reconstruit avec l'aide des jeunes de l'EREA, l'établissement scolaire voisin.
Les bénévoles de l'association ont intégralement reconstruit le passage à niveau permettant le franchissement de la route départementale 149, ce qui est rare à une époque où ces infrastructures sont souvent supprimées pour des raisons de sécurité routière.
Dans sa configuration actuelle, la ligne comprend trois ouvrages d'art, qui sont deux ponts-route et un pont-rail. Le premier supportant la route départementale 151 reliant Crèvecœur-le-Grand à Froissy, le second supportant la rue de Crèvecœur à Rotangy, et le pont-rail enjambant la Rue de Crèvecœur-le-Grand reliant Rotangy à Régnonval, quelques centaines de mètres après la halte de Rotangy.
L'emprise de la ligne de Saint-Omer-en-Chaussée à Vers, qui avait été mise à double voie pendant la Première Guerre mondiale, permettra ultérieurement à l'intercommunalité de poursuivre l'aménagement de la coulée verte le long de la ligne.

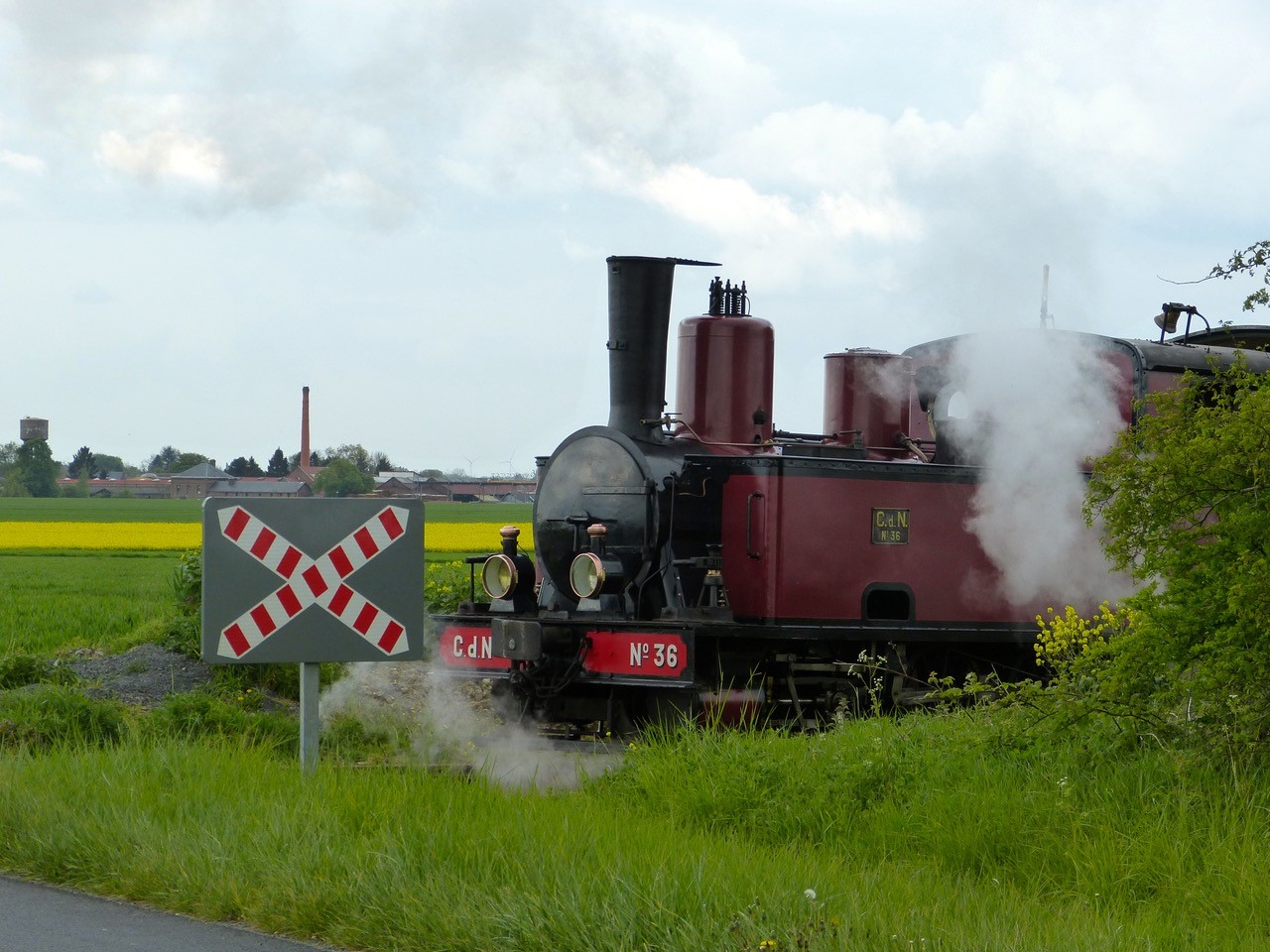
La locomotive CDN 36 au terminus provisoire de la ligne, au passage à niveau reconstruit en août 2017.
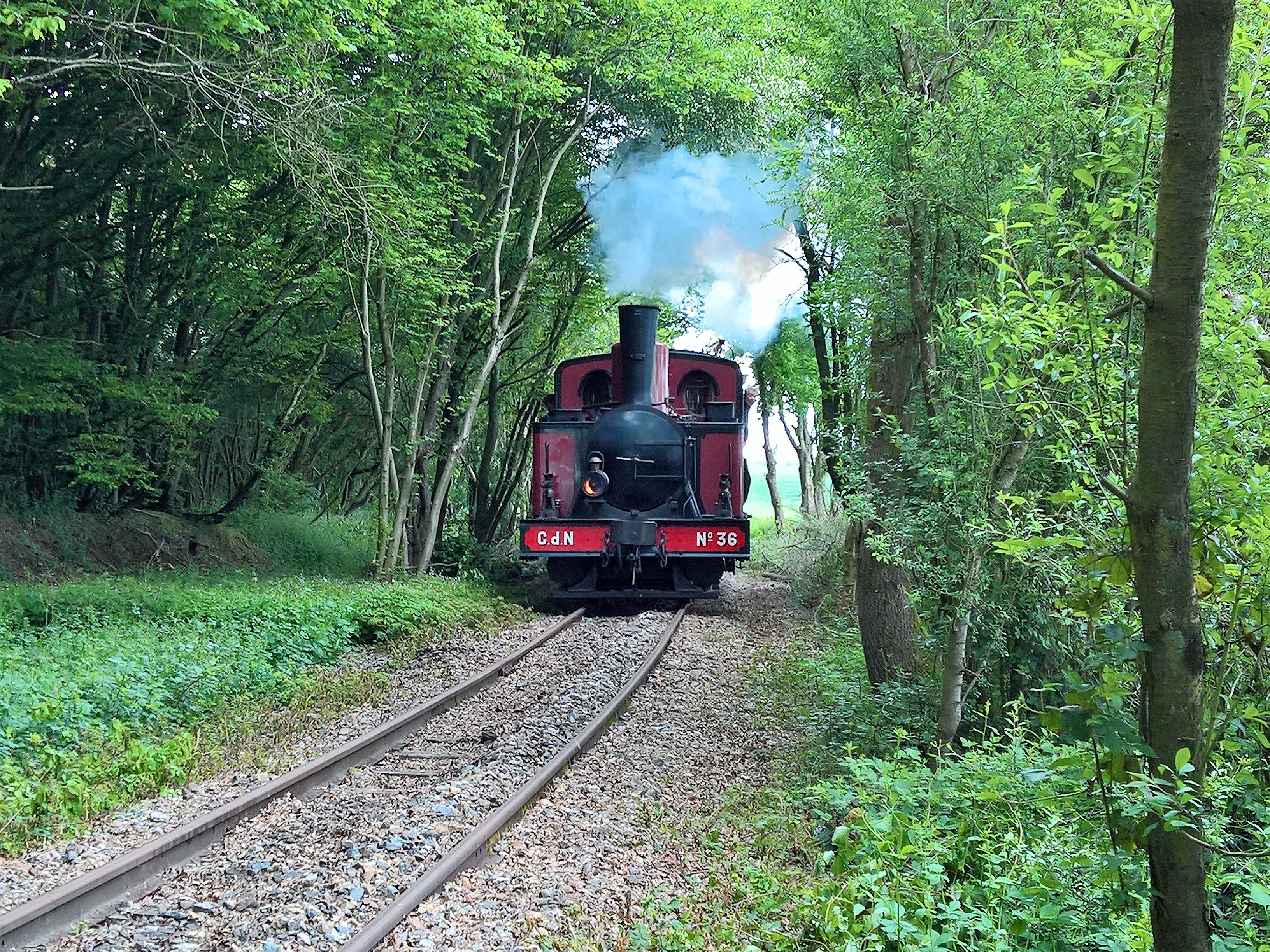
La locomotive CDN 36 en ligne.
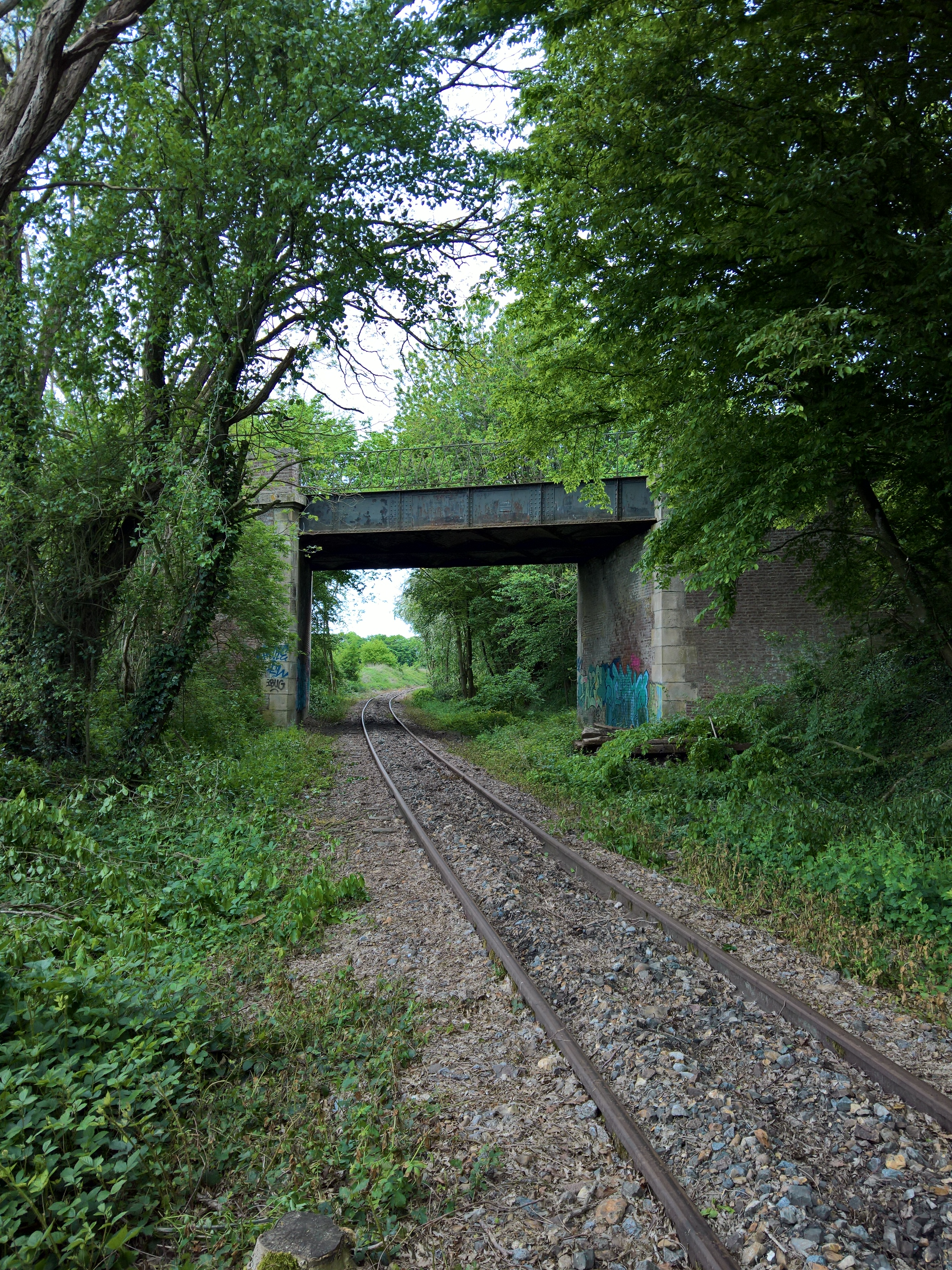
Le pont-route supportant la RD 151.
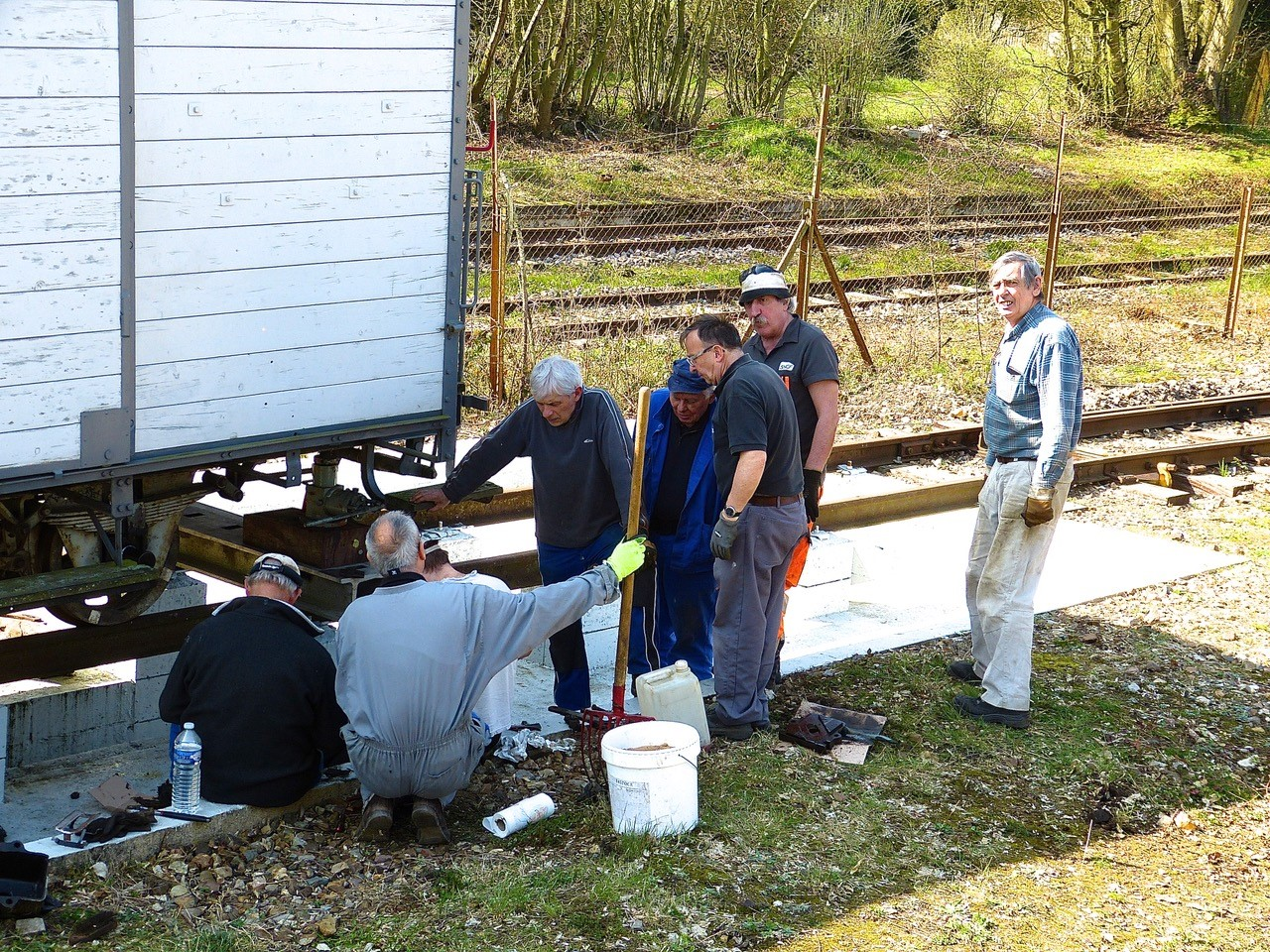
Bénévoles du MTVS à la nouvelle fosse de visite extérieure.
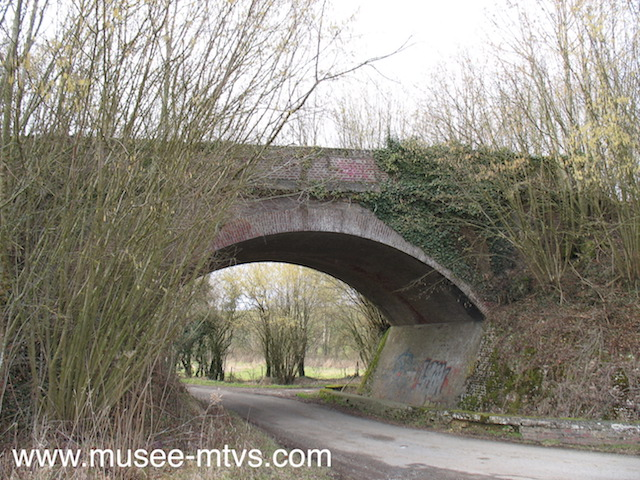
Le premier pont-rail de la ligne, entre Régnonval et Rotangy

## Exploitation

### Circulations
Le Train à vapeur du Beauvaisis circule avec une partie des locomotives et voitures historiques préservées par le Musée des tramways à vapeur et des chemins de fer secondaires français de Butry-sur-Oise.
En 2017, le train a circulé de mai à septembre, principalement le second dimanche de chaque mois, et a transporté 1 513 personnes les 16 et 17 décembre 2017. En 2019, le train a circulé jusqu'à la gare de Rotangy, et a accueilli pour le seul week-end des 14 et décembre, avec le train du Père-Noël, 1036 voyageurs
Malgré les restrictions sanitaires, le TVB a enregistré plus de 1 585 personnes se sont déplacées.
Depuis 2022, le train circule le premier et troisième dimanche de chaque mois de mai à septembre. Les horaires sont consultables sur le site de l'association.
Le voyage aller retour Crèvecoeur-Rotangy prend environ 45 minutes, soit 15 minutes aller et 15 minutes retour, avec 15 minutes de  manœuvre à Rotangy.

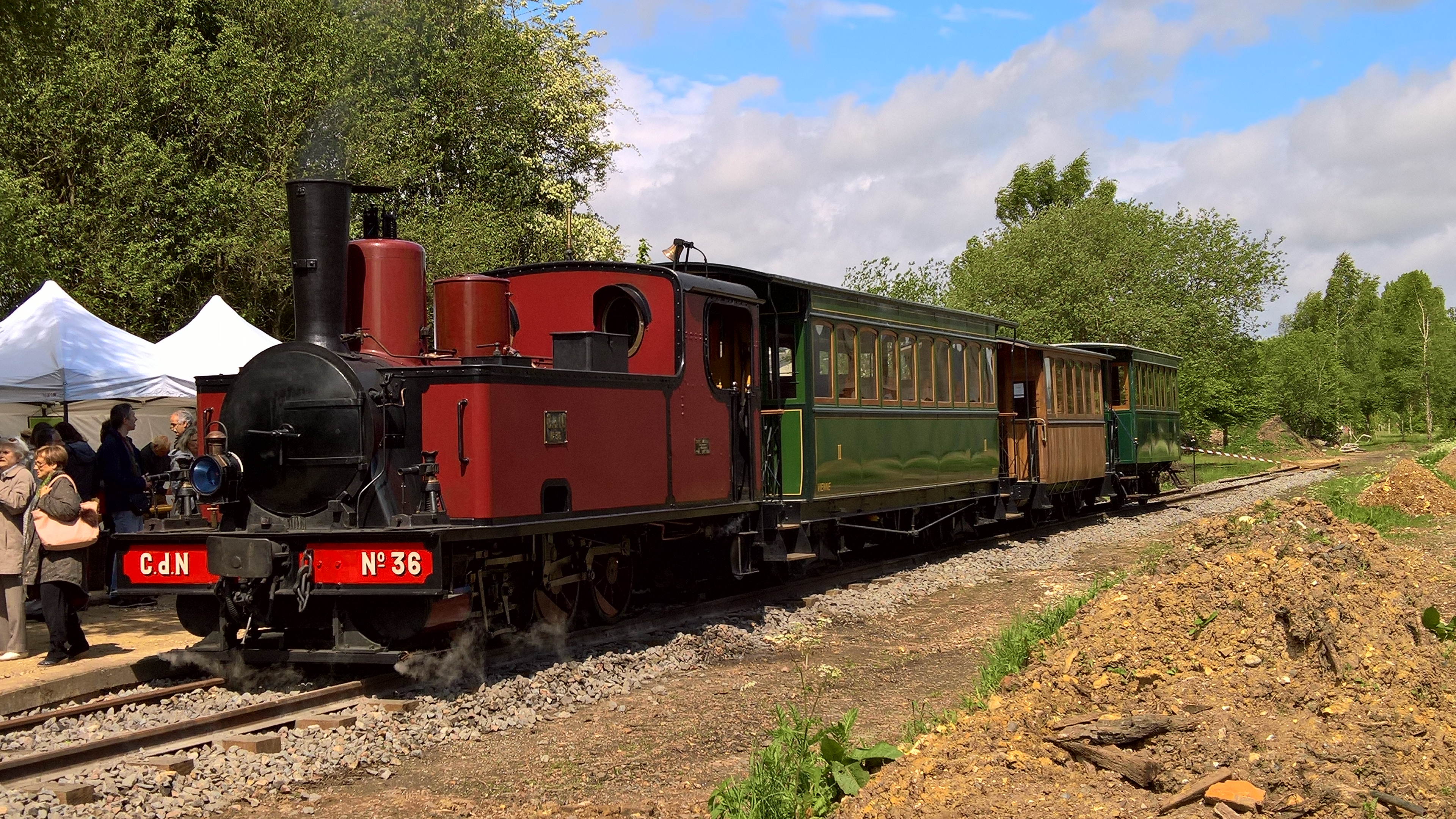
La rame du TVB en 2017.

### Manifestations spéciales
Le 21 septembre 2019, pour les journées du patrimoine et célébrer le prolongement de la voie jusqu'à la gare de Rotangy, la ligne a eu la visite de la locomotive bicabine HL 303 de la SNCV, préservée par l'ASVI, qui a circulé en double traction avec la locomotive 60 des Tramways de la Sarthe

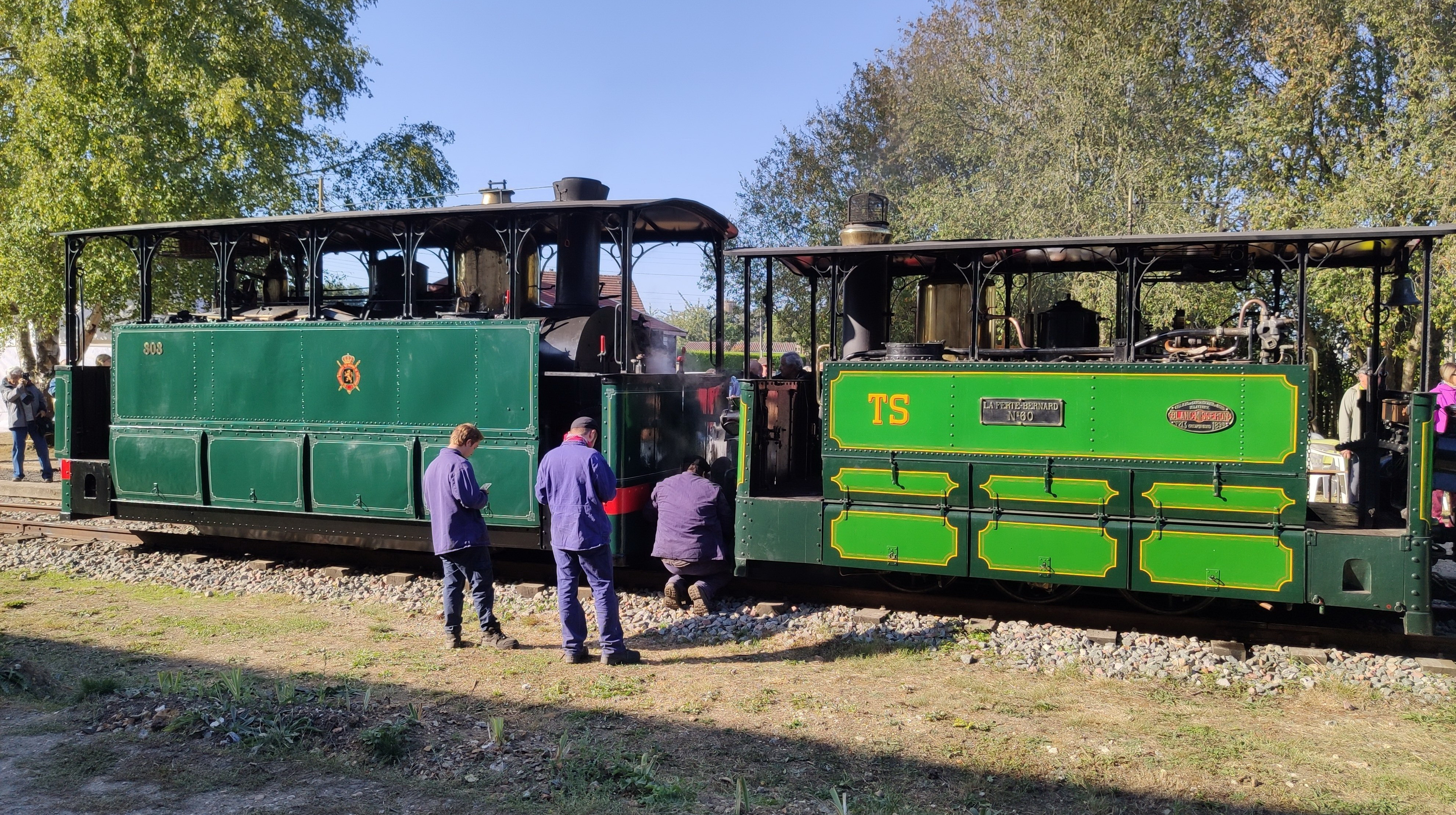
Les locomotives SNCV HL 303 et Tramway de la Sarthe no 60 (à droite).
Noter la différence de gabarit entre les deux locomotives

Depuis 2022, l'association organise chaque années le Train du père noël en décembre, qui regroupe plus de 2000 personnes sur 3 jours autour de la thématique mêlant marché de noël et train festif.
Depuis 2024, le troisième dimanche du mois de mai est consacré au Train des années folles sur lequel le public et les bénévoles sont invités à se déguiser en costume de 1900 à 1930.

### Signalisation
La ligne ne dispose pas de signalisation ferroviaire, et la ligne est exploitée en mode navette : une seule rame circule sur la voie et fait des aller-retours.

## La collection
Les listes suivantes ne sont pas exhaustives et devront être complétées ou actualisées au fil du temps (dernière actualisation en juin 2024) :

### Locomotives à vapeur
| Numéro MTVS | Photo                                  | Nom               | Configuration | Constructeur et date     | Numéro d'usine | État actuel                                                  | Origine et informations techniques |
| ----------- | -------------------------------------- | ----------------- | ------------- | ------------------------ | -------------- | ------------------------------------------------------------ | --- |
| no 4        | 020-T-4-TMB                            | Pierre Jansen     | 020T          | SLM Winterthur, 1909     | 1891           | Hors service (exposition statique).                          | Ex-Tramway du Mont-Blanc. 5,81 m, 13,5 t (17 t en ordre de marche), vitesse limite en adhérence : 15 km/h, vitesse limite en crémaillère : 7 km/h, (180 cv). Chaudière inclinée à 10% de l’horizontale. Crémaillère type Strub. Timbre chaudière : 12 kg/cm². Capacité de la soute à charbon : 000 kg. Capacité de la soute à eau : 0 000 L (0,0 m3). Distribution : Inscrit MH (2008) |
| no 2        | 020T « Vénus »                         | Vénus             | 020T          | Corpet-Louvet, 1898      | 710            | Hors service (restauration Interrompue).                     | Ex-entreprise Piketty, programme « Culture 2000 ». 5,05 m, 7,5 t (9,5 t en ordre de marche), vitesse maximum : 25 km/h (80 ch). Timbre chaudière : 15 kg/cm². Capacité de la soute à charbon : 000 kg. Capacité de la soute à eau : 0 000 L (0,0 m3). Distribution : Balancier « Brown » à tiroirs plans. Classé MH (1990) |
| no 26       | 020T no 26 Corpet-Louvet               | /                 | 020T          | Corpet-Louvet, 1927      | 1673           | Hors service (garée en attente d'une restauration complète). | Ex-entreprise Paul Frot. 6,30 m, 14,8 t (00,0 t en ordre de marche), vitesse maximum : 00 km/h. Timbre chaudière : 12,5 kg/cm². Capacité de la soute à charbon : 000 kg. Capacité de la soute à eau : 0 000 L (0,0 m3). Distribution : Walschaerts à tiroirs plans. |
| no 1        | 020T « Le Coucou »                     | Le Coucou         | 020T          | Cockerill, 1908          | 2691           | Hors service (exposition statique).                          | Locomotive à vapeur à chaudière verticale de type 3. Ex-Forges de Gueugnon. Mise à disposition par le musée AMTUIR à Chelles. 4 m, 12,6 t (14 t en ordre de marche), vitesse maximum : 00 km/h. Timbre chaudière : 10 kg/cm². Capacité de la soute à charbon : 000 kg. Capacité de la soute à eau : 0 000 L (0,0 m3). Distribution : Walschaerts à tiroirs plans. |
| no 16       | 030T ex-Tramways de la Sarthe no 16    | St Denis d'Orques | 030T          | Blanc-Misseron, 1882     | 19             | Hors service (garée en attente d'une restauration complète). | Ex-Tramways de la Sarthe. 5,40 m, 12,8 t (15,6 t en ordre de marche), vitesse maximum : 45 km/h (100 ch). Timbre chaudière : 12 kg/cm². Capacité de la soute à charbon : 300 kg. Capacité de la soute à eau : 1 500 L (1,5 m3). Distribution : Walschaerts à tiroirs plans. |
| no 60       | 030T ex-Tramways de la Sarthe no 60    | La Ferté-Bernard  | 030T          | Blanc-Misseron, 1898     | 213            | Opérationnelle                                               | Ex-Tramways de la Sarthe. 5,45 m, 12,8 t (15,6 t en ordre de marche), vitesse maximum : 45 km/h (100 ch). Timbre chaudière : 10 kg/cm². Capacité de la soute à charbon : 300 kg. Capacité de la soute à eau : 1 500 L (1,5 m3). Distribution : Walschaerts à tiroirs plans. Classé MH (1983) |
| no 75       | 030 T no 75 Corpet-Louvet              | /                 | 030T          | Corpet-Louvet, 1909      | 1234           | Opérationnelle                                               | Ex-Tramways d'Ille-et-Vilaine (TIV). Confiée par la FACS. 6,76 m, 16 t (20,6 t en ordre de marche), vitesse maximum : 40 km/h (200 ch). Timbre chaudière : 12,5 kg/cm². Capacité de la soute à charbon : 0,5 t. Capacité de la soute à eau : 2 000 L (2,0 m3). Distribution : Walschaerts à tiroirs plans. Classé MH (1987) |
| no 36       | 030T no 36 Corpet-Louvet               | Lulu              | 030T          | Corpet-Louvet, 1925      | 1679           | Hors service (en attente d'une restauration complète).       | Ex-Chemins de fer des Côtes-du-Nord. Restaurée en 1997. Chaudière à chute de timbre depuis mars 2018. 6,79 m, 21 t (26,8 t en ordre de marche), vitesse maximum : 50 km/h (409 ch). Timbre chaudière : 14 kg/cm². Capacité de la soute à charbon : 0,61 t. Capacité de la soute à eau : 3 500 L (3,5 m3). Distribution : Walschaerts à tiroirs plans. Classé MH (1990) |
| no 14       |                                        | La Mame           | 030T          | Corpet-Louvet, 1897      | 691            | Hors service (en cours de restauration complète).            | Ex-Chemins de fer départementaux de la Drôme no 14. Arrivée à Crèvecœur-le-Grand le 26 septembre 2018. 6,75 m, 17,6 t (22 t en ordre de marche), vitesse maximum : 00 km/h. Timbre chaudière : 12.5 kg/cm². Capacité de la soute à charbon : 0,47 t. Capacité de la soute à eau : 2 025 L (2,0 m3). Distribution : Walschaerts à tiroirs plans. |
| no 3        | 130T 3 SACM                            | /                 | 130T          | SACM, 1924               | 7381           | Hors service (exposition statique).                          | Ex-ligne de Berck-Plage à Paris-Plage, · ex-VFIL Pas-de-Calais, ex-VFIL Oise, · numérotée 13 par les VFIL. 8,30 m, 22 t (27,85 t en ordre de marche), vitesse maximum : 00 km/h (380 cv). Timbre chaudière : 12 kg/cm². Capacité de la soute à charbon : 1 t. Capacité de la soute à eau : 2 850 L (2,85 m3). Distribution : Walschaerts à tiroirs plans. Classé MH (2002) |
| E96         | 130T ex-Chemins de fer portugais E 96. | /                 | 130T          | Orenstein & Koppel, 1913 | 5755           | Hors service (en cours de restauration complète).            | Construite pour Decauville. Ex-CF Val du Vouga no 6, Portugal, ex-CP E 96. Identique aux 130T Decauville des Chemins de fer du Centre - France). Chaudière réparée avec un foyer neuf par une entreprise anglaise située à Matlock. 8,72 m, 23 t (30 t en ordre de marche), vitesse maximum : 70 km/h (450 ch). Timbre chaudière : 12,5 kg/cm². Capacité de la soute à charbon : 1 t. Capacité de la soute à eau : 3 400 L (3,4 m3). Distribution : Walschaerts à tiroirs cylindriques. Classé MH (2002) |
| no 12       | 031T Schneider, no 12 des CDCO         | /                 | 031T          | Schneider, 1891          | 2467           | Hors service (épave stockée à Crèvecœur-le-Grand).           | Ex-Chemins de fer départementaux de la Côte-d'Or. Récupérée chez le ferrailleur Vaillant à Saint-Valery-sur-Somme. 6,97 m, 20 t (25 t en ordre de marche), vitesse maximum : 00 km/h. Timbre chaudière : 12 kg/cm². Capacité de la soute à charbon : 0,65 t. Capacité de la soute à eau : 2 170 L (2,17 m3). Distribution : Stephenson à tiroirs plans. |

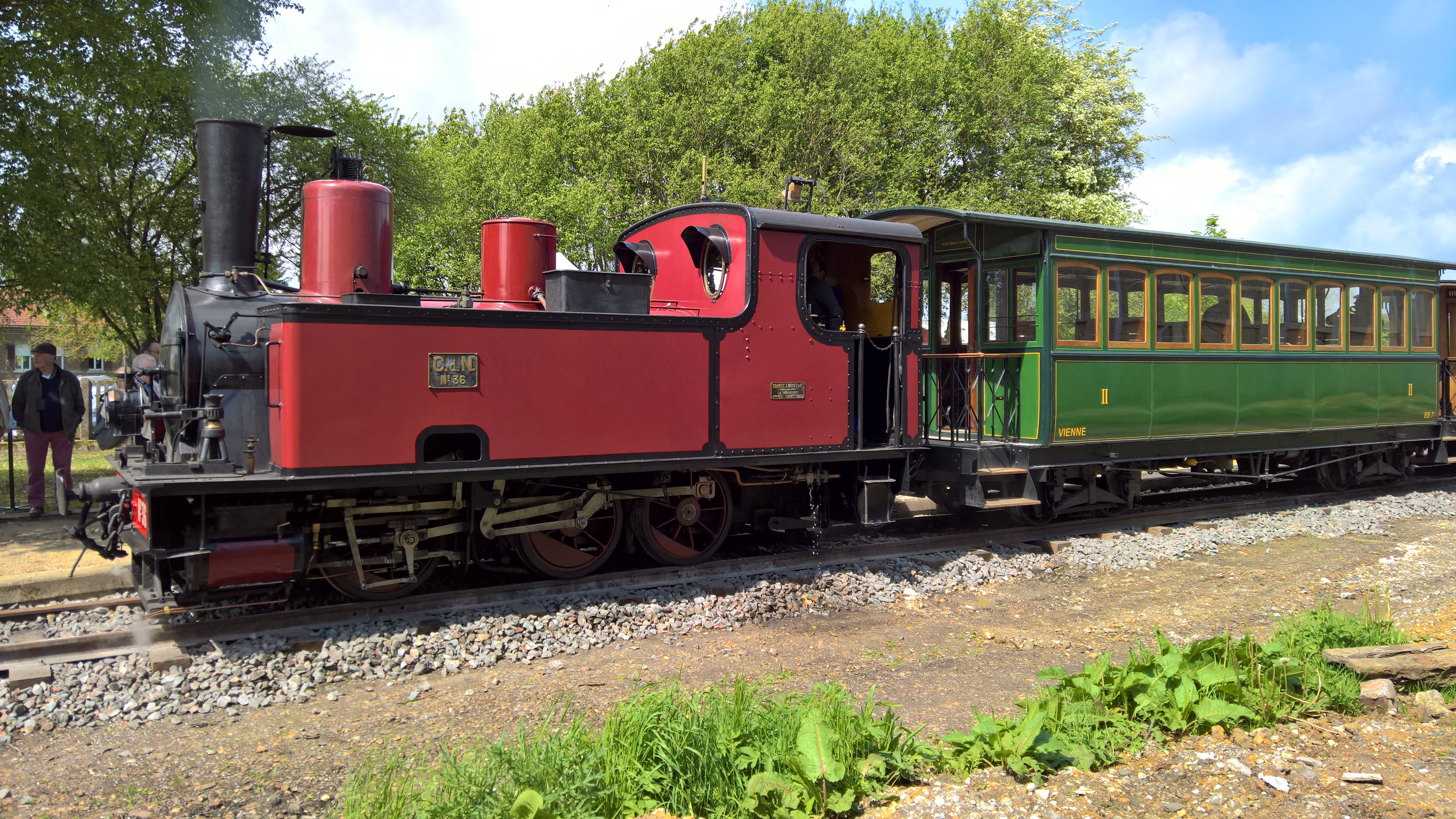
Locomotive à vapeur CDN no 36, dite Lulu
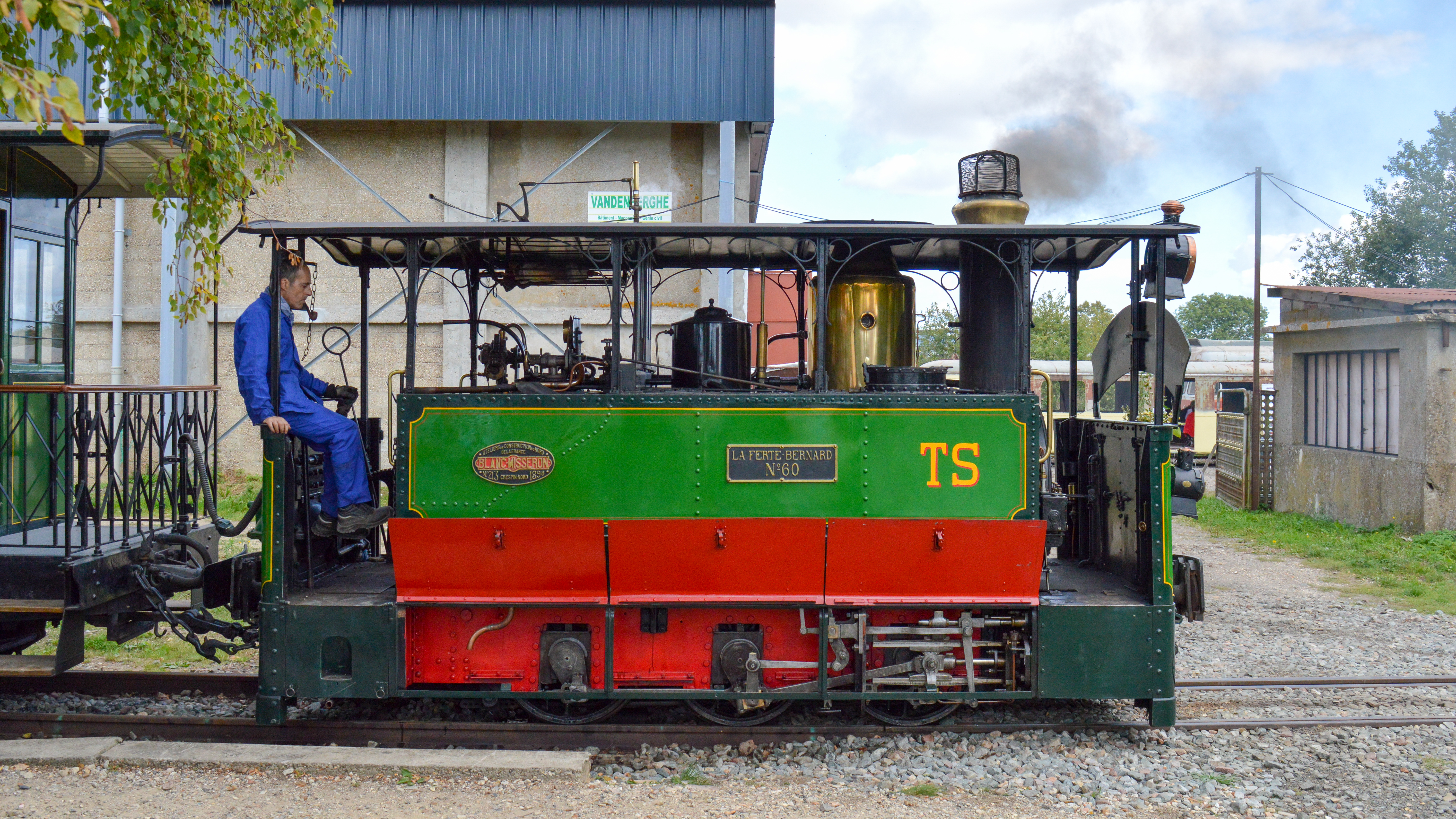
Locomotive à vapeur Blanc Misseron no 60, dite La Ferté-Bernard
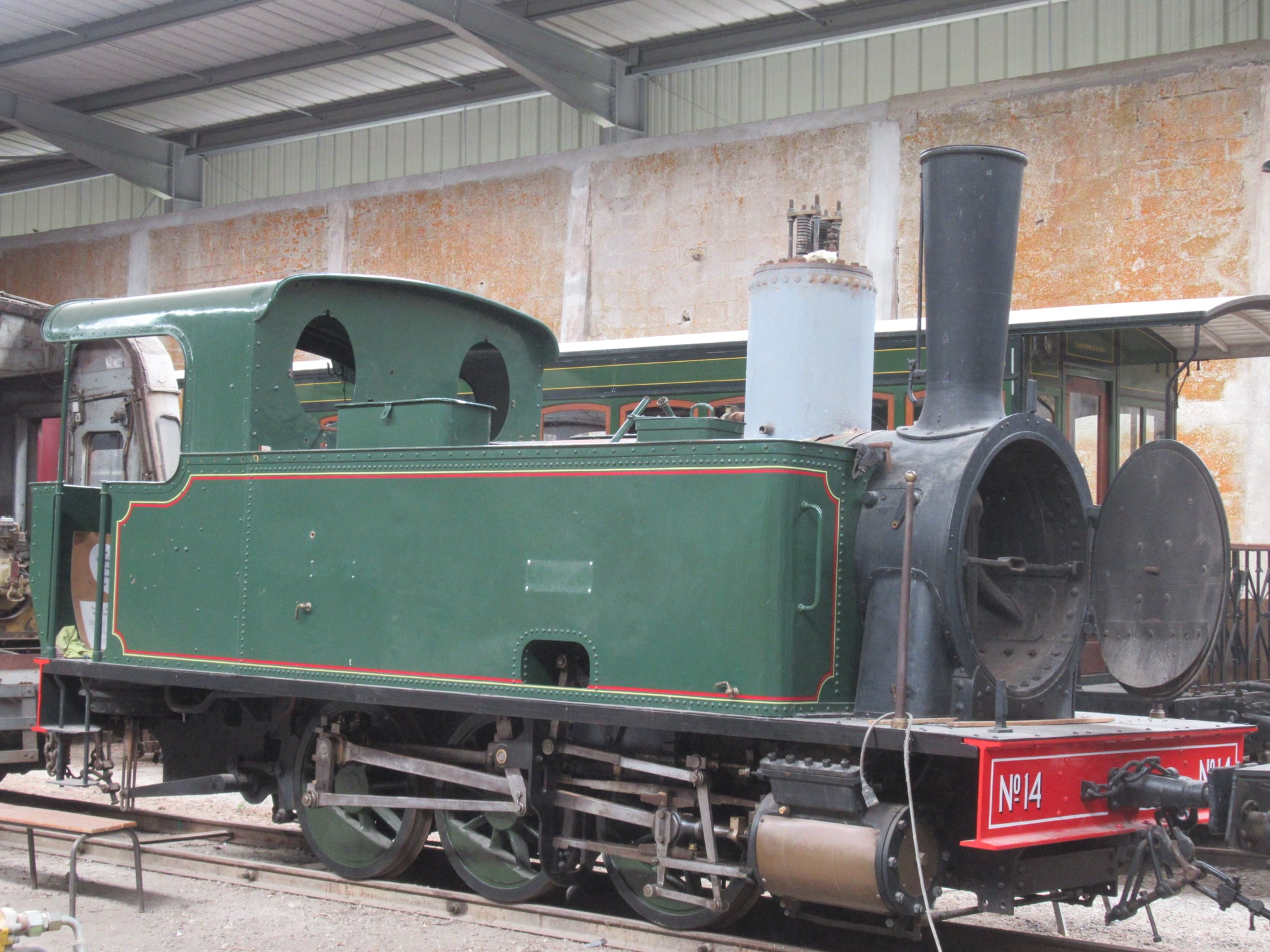
Locomotive à vapeur Drôme no 14, dite La Marne
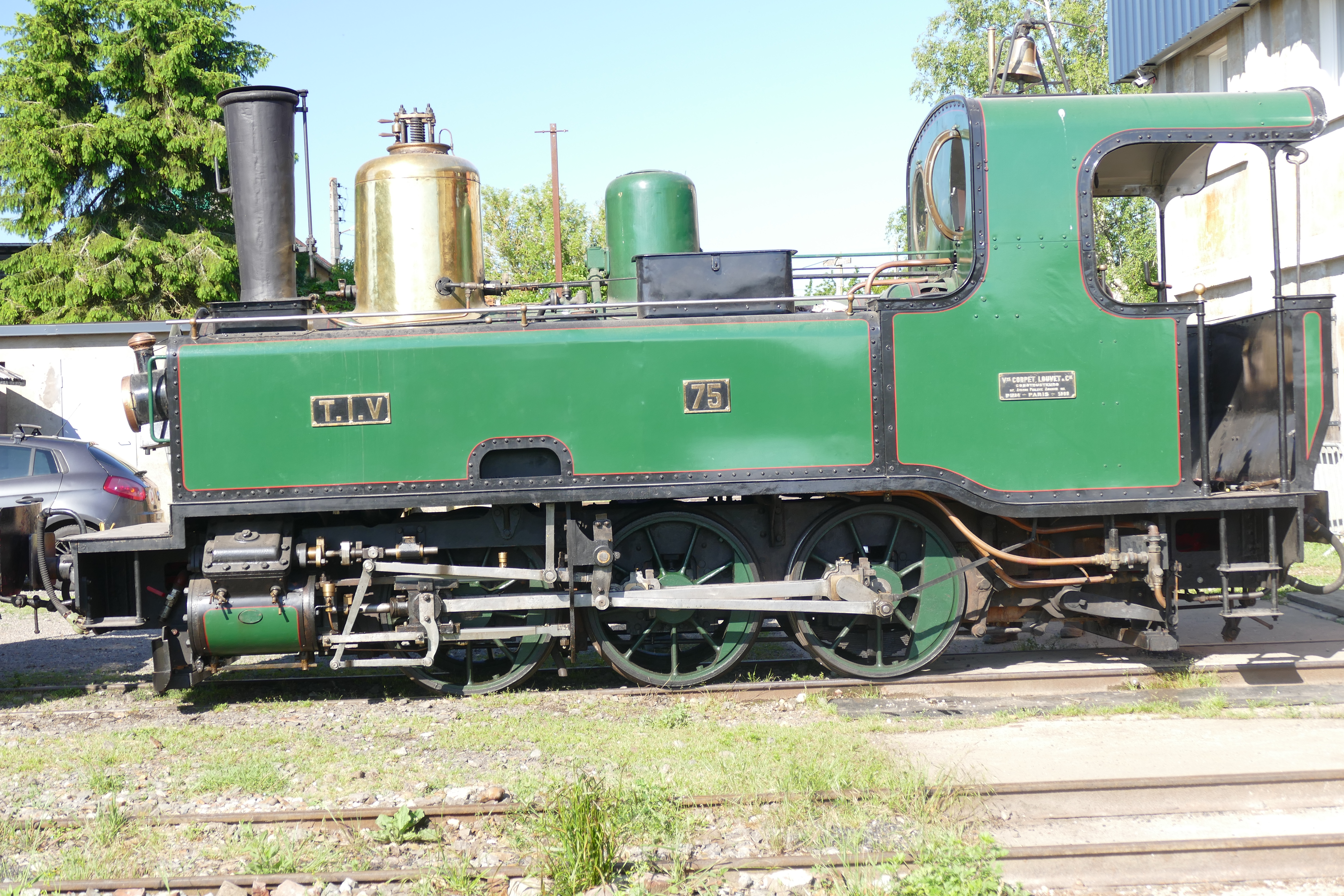
locomotive à vapeur TIV no 75

### Locotracteursdiesel
- Type C, no 103, CFD (1948), des Chemins de fer du Doubs, en service.
- Type Decauville n°TE 400, en service.
- Type MV9, no 97, dit "Le Petit Suisse", Orenstein & Koppel (1959), ex-Appenzeller Bahnen (Suisse), en service.
- BB Jung 13950,"Elch" construit en 1966 par Jung (Allemagne), ex DFB (Furka, Suisse)[28], en service.

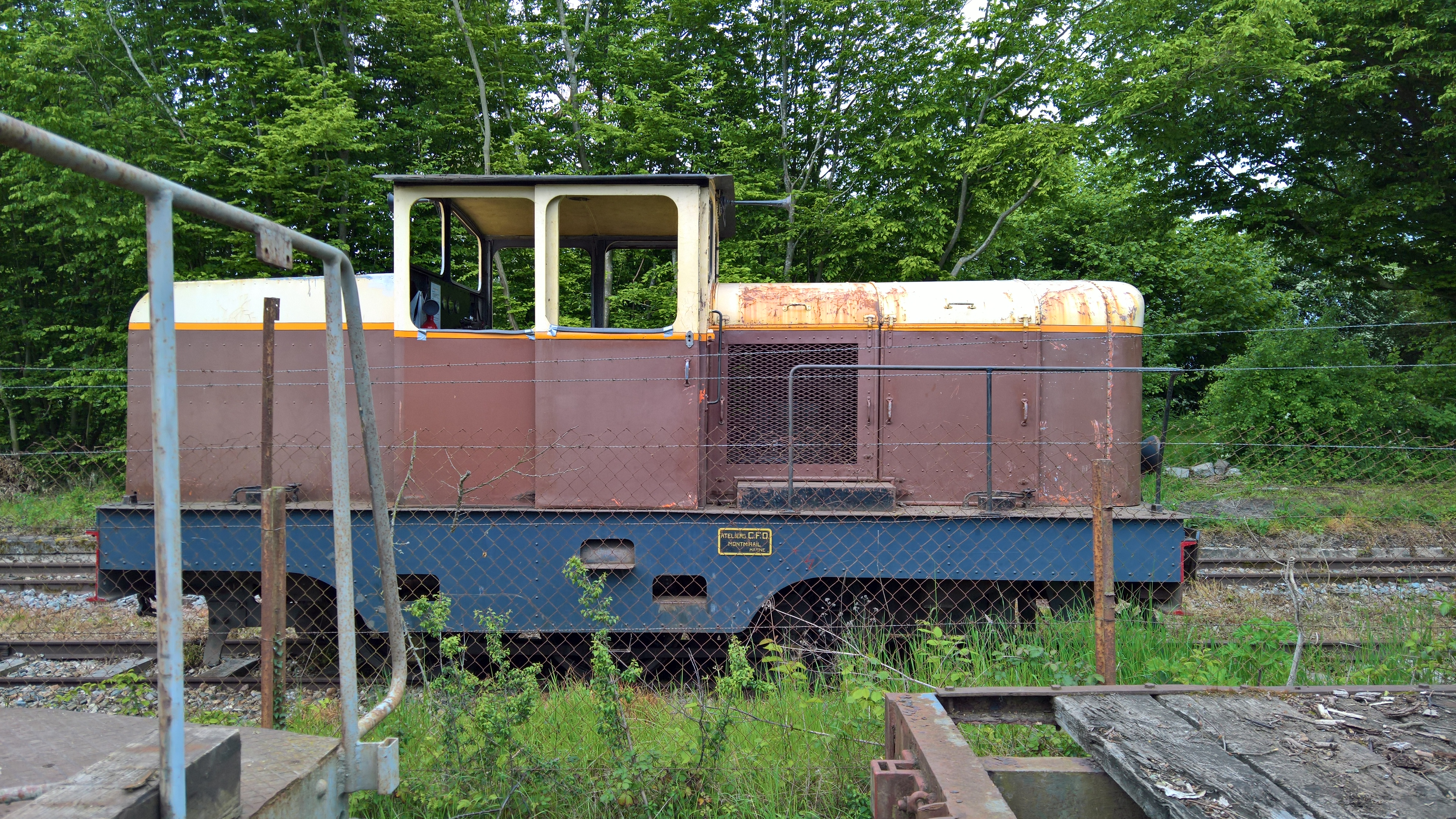
Locotracteur 103 CFD
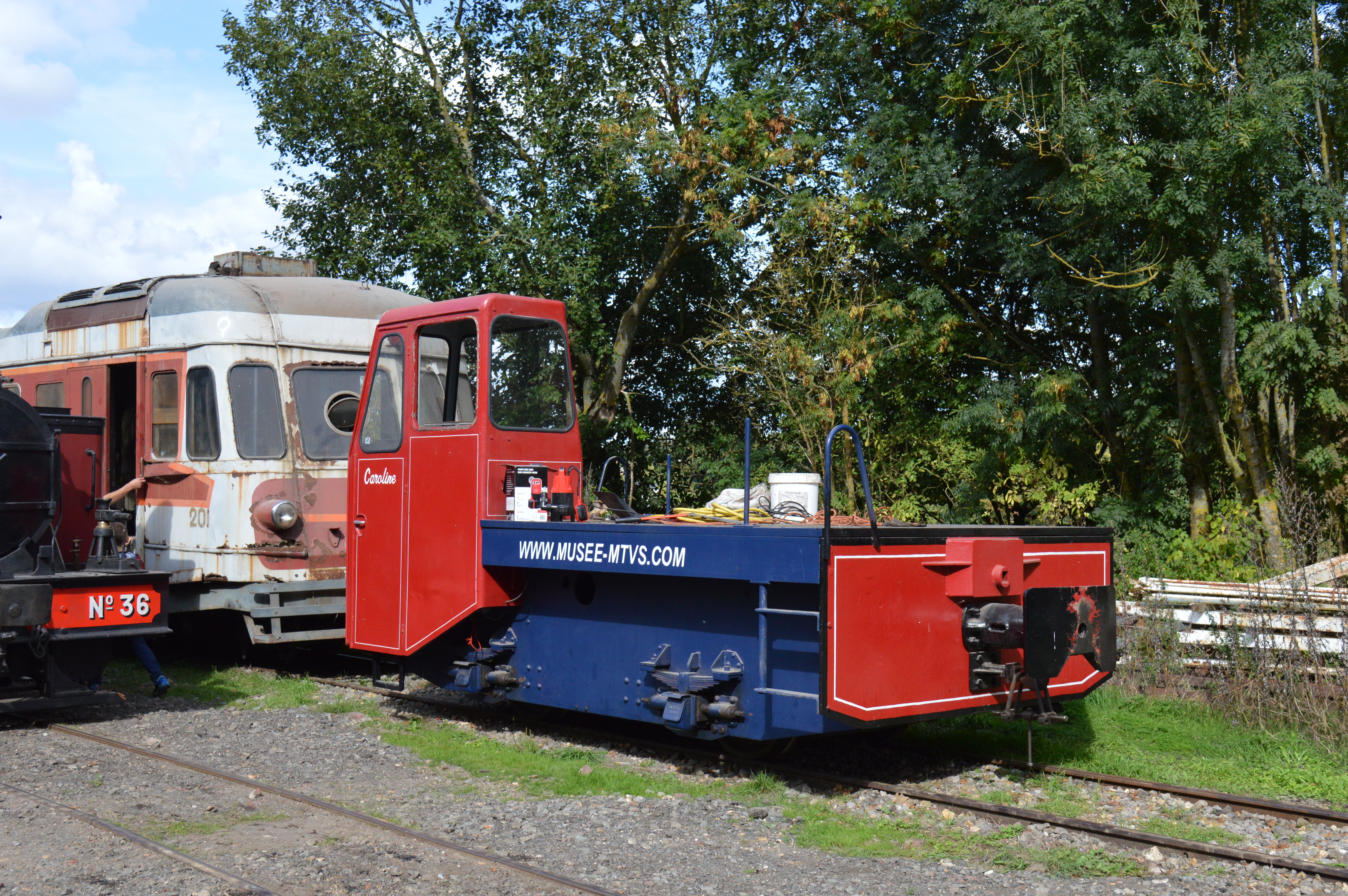
Locotracteur Decauville n°TE 400
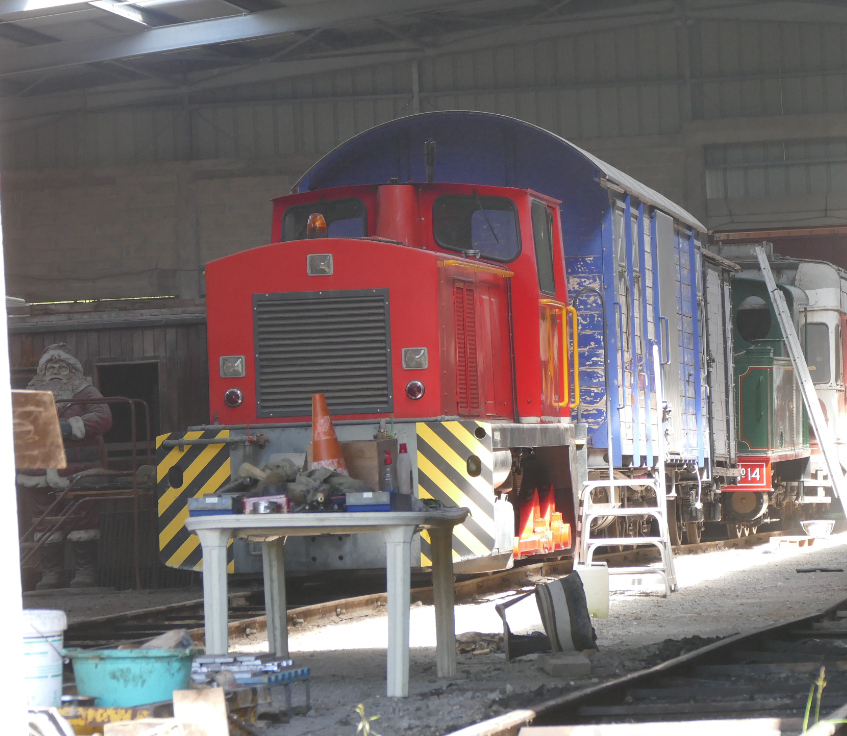
MV9 n°97 ("Petit suisse") en juin 2021
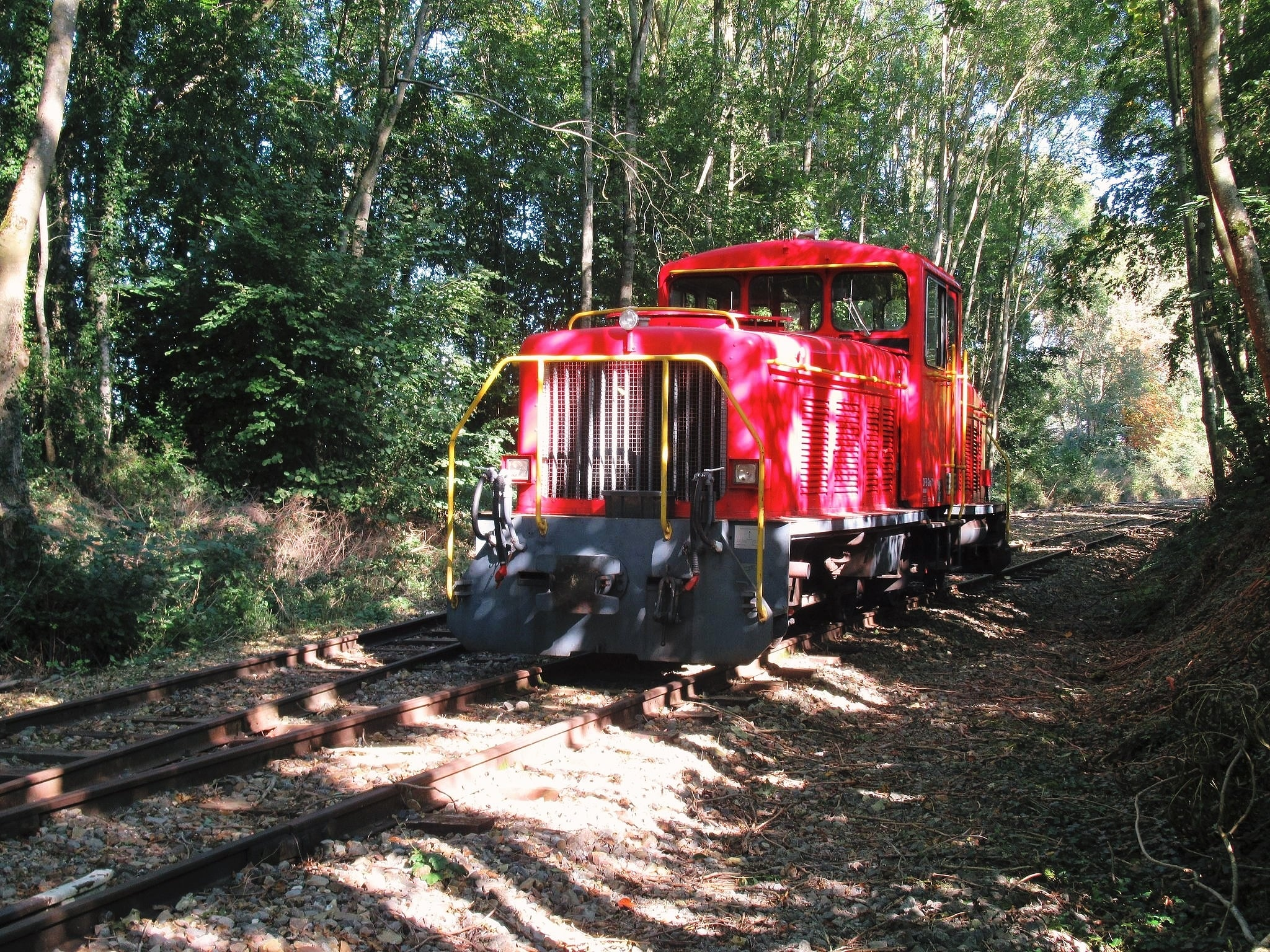
020-020 de la Furka à son arrivée au MTVS en octobre 2021

### Voitures à voyageurs
- Voiture à essieux, no B 39, (1897) du Tramway de Bordeaux à Cadillac, en service,  Classé MH (1994)[29].
- Voiture à essieux, no B 328, ANF (1892), des Chemins de fer de la Banlieue de Reims (CBR) du Groupe Empain, en service,  Classé MH (1996)[30].
- Voiture à essieux, no ABf7, Horme et Buire (1895), des Tramways des Deux-Sèvres (TDS), en service,  Classé MH (2002)[31].
- Voiture à essieux, no B36, Carel et Fouché (1896), des Tramways de la Sarthe (TDS), en service,  Classé MH (1993)[32].
- Voiture à bogies, no BB7, (1913) des Voies ferrées économiques du Poitou (VFEP), en service,  Classé MH (2013)[33].
- Voiture à essieux, no B 37, Carel et Fouché (1897), des Tramways d'Ille-et-Vilaine (TIV), en service,  Classé MH (1983)[34].

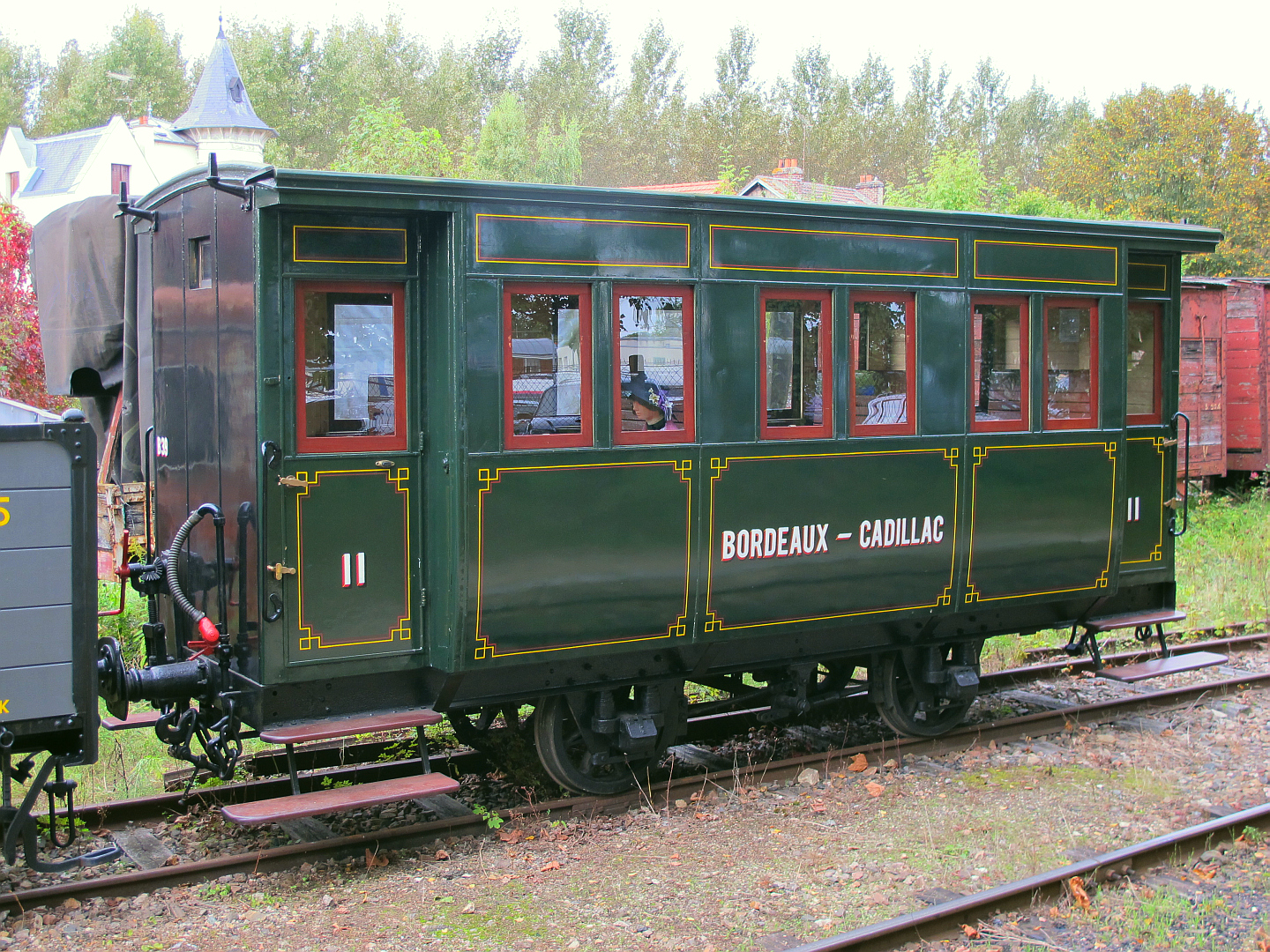
Voiture  no B 39 du tramway de Bordeaux à Cadillac.
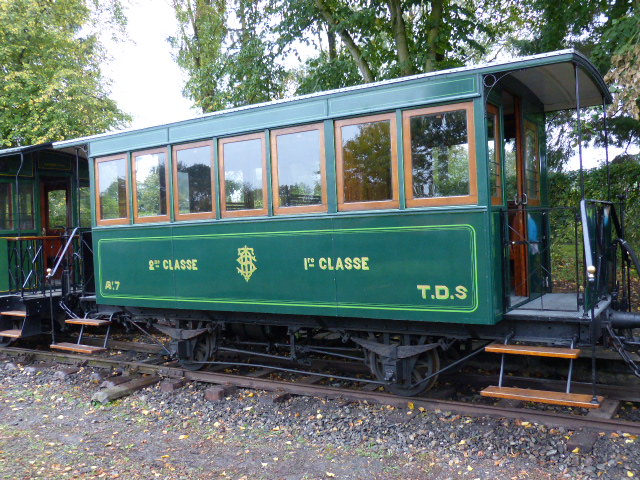
Voiture no ABf7, des Tramways des Deux-Sèvres.
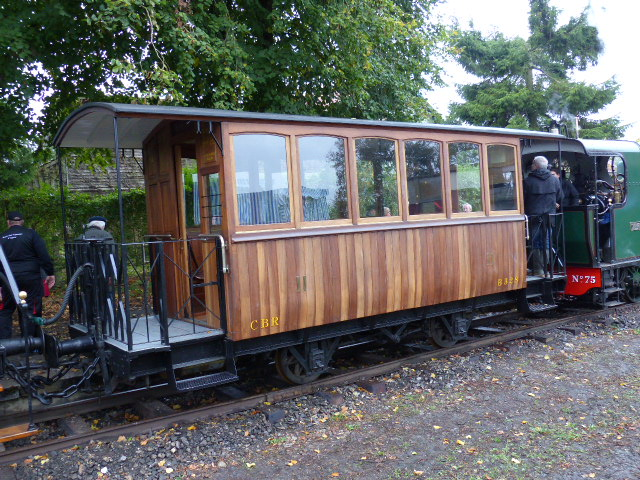
Voiture no B328, des chemins de fer de la Banlieue de Reims.
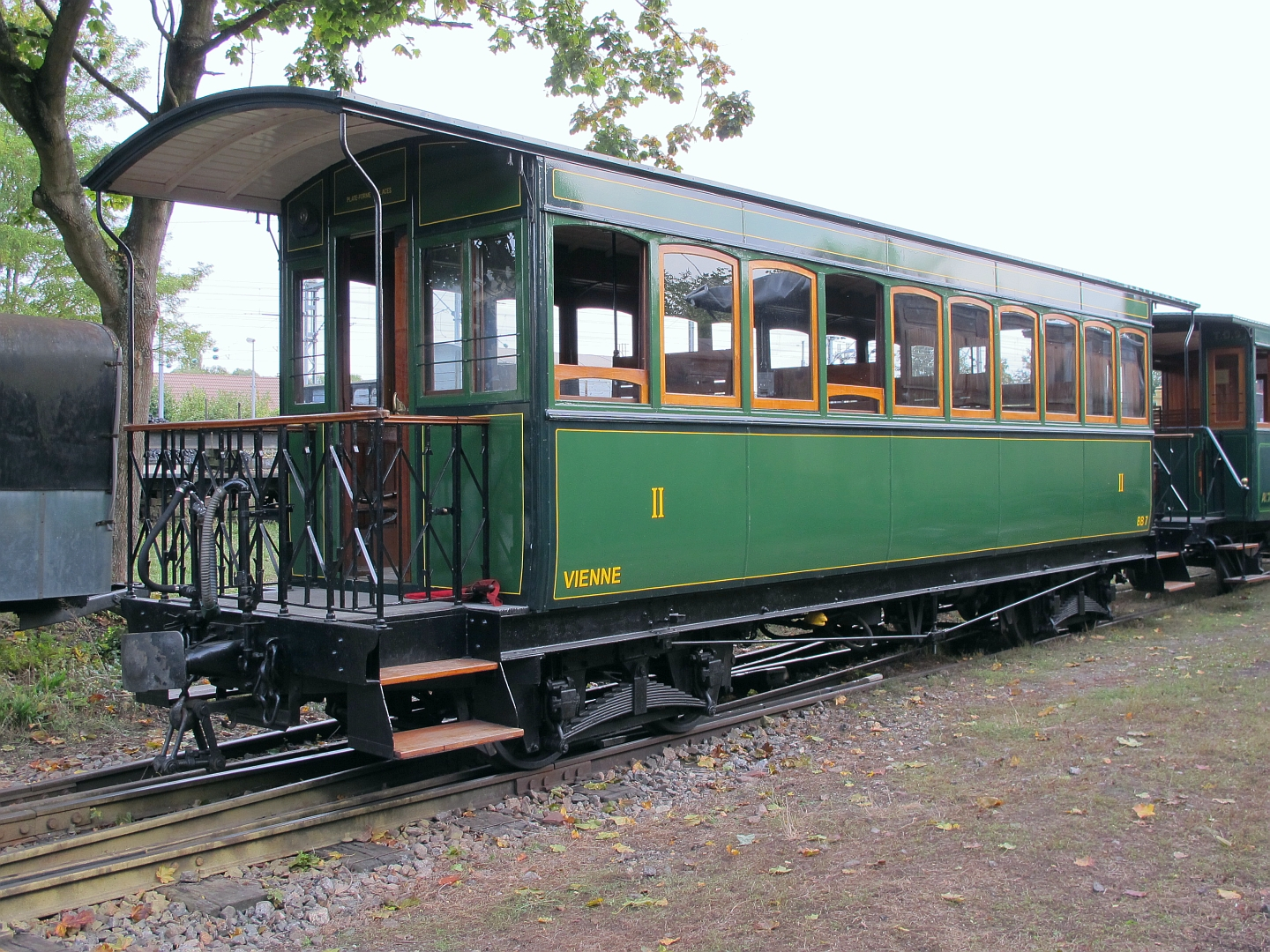
Voiture à bogies, no BB7, (1913) des Voies ferrées économiques du Poitou.

### Wagons de marchandises et de service
- Wagon plat à bogies, no Rkmo 904, SWS 1904, des Chemins de fer électriques de la Gruyère.
- Wagon plat à bogies, no Rkmo 916, SWS 1905, des Chemins de fer électriques de la Gruyère.
- Wagon plat à bogies, no X 29, Ringhofer (1906), du Chemin de fer Montreux - Oberland Bernois.
- Wagon trémie à bogies, no Ty 8, wagon trémie à bogies, type auto-déchargable, 1948, ex "Mines Orne ", Moyeuvre-Grande, de la Société Lorraine des aciéries de Rombas.
- Wagon couvert à bogies, no Gak 673, des Chemins de fer électriques de la Gruyère.
- Wagon couvert à essieux, no Gb 652, des Chemins de fer électriques de la Gruyère.
- Wagon couvert à essieux, no G 22, SIG (1890), des Chemins de fer des Montagnes neuchâteloises (CMN).
- Wagon couvert à essieux, no Gb 2622, ACMV (1962), du Chemin de fer de la Furka[35], ex BVZ.
- Wagon couvert à essieux, no D 253, transformé en wagon-atelier, SCEMR (1923) des Chemins de fer économiques du Nord, réseau des Tramways de Valenciennes. Prêt de l'AMTUIR.
- Wagon plat à essieux, des Chemins de fer de Provence.
- Wagon plat à essieux, du Chemin de fer du Blanc-Argent.

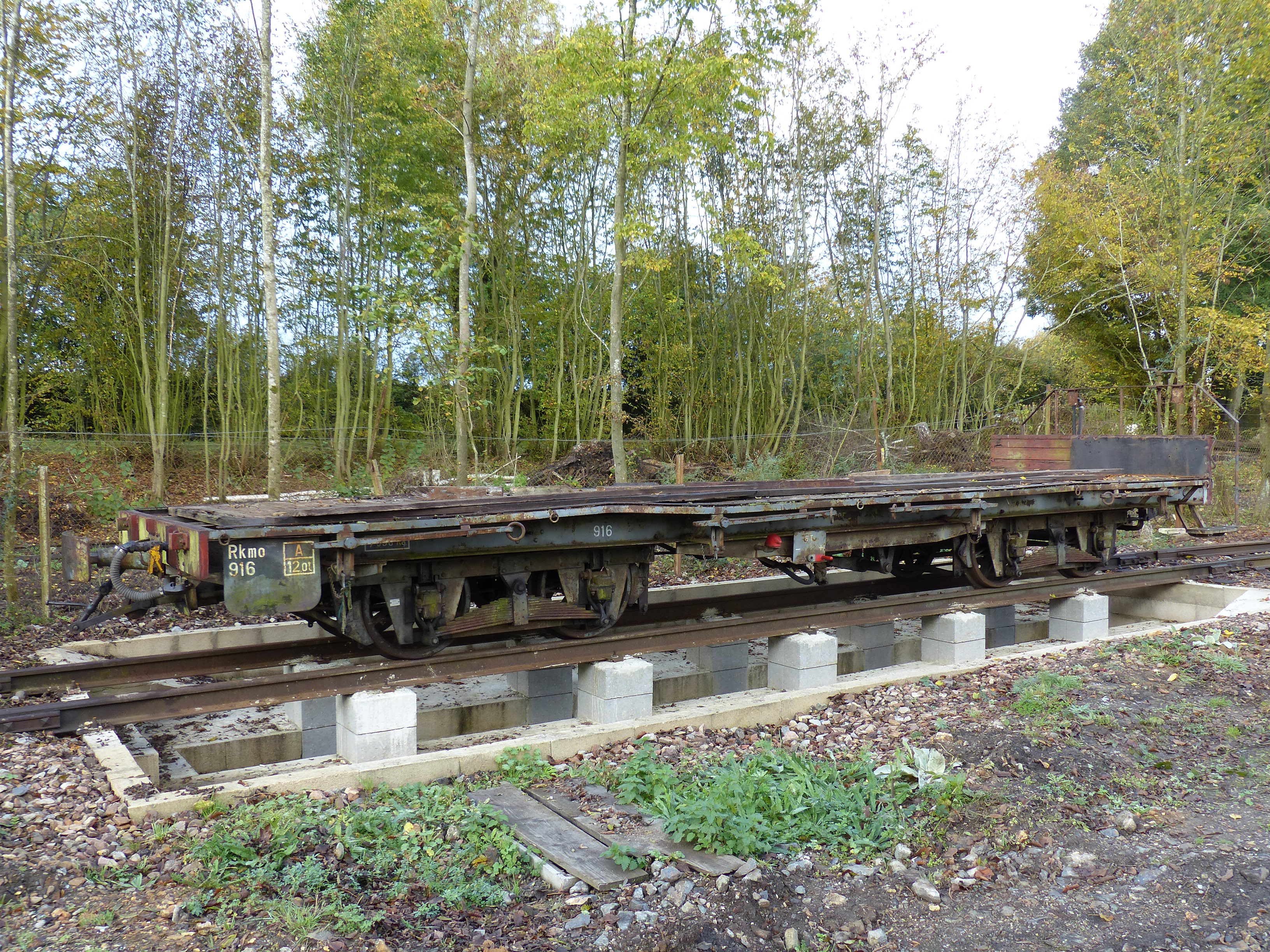
Wagon plat ex GFM (Gruyère–Fribourg–Morat) no 916 sur la fosse neuve construite durant l'été 2014
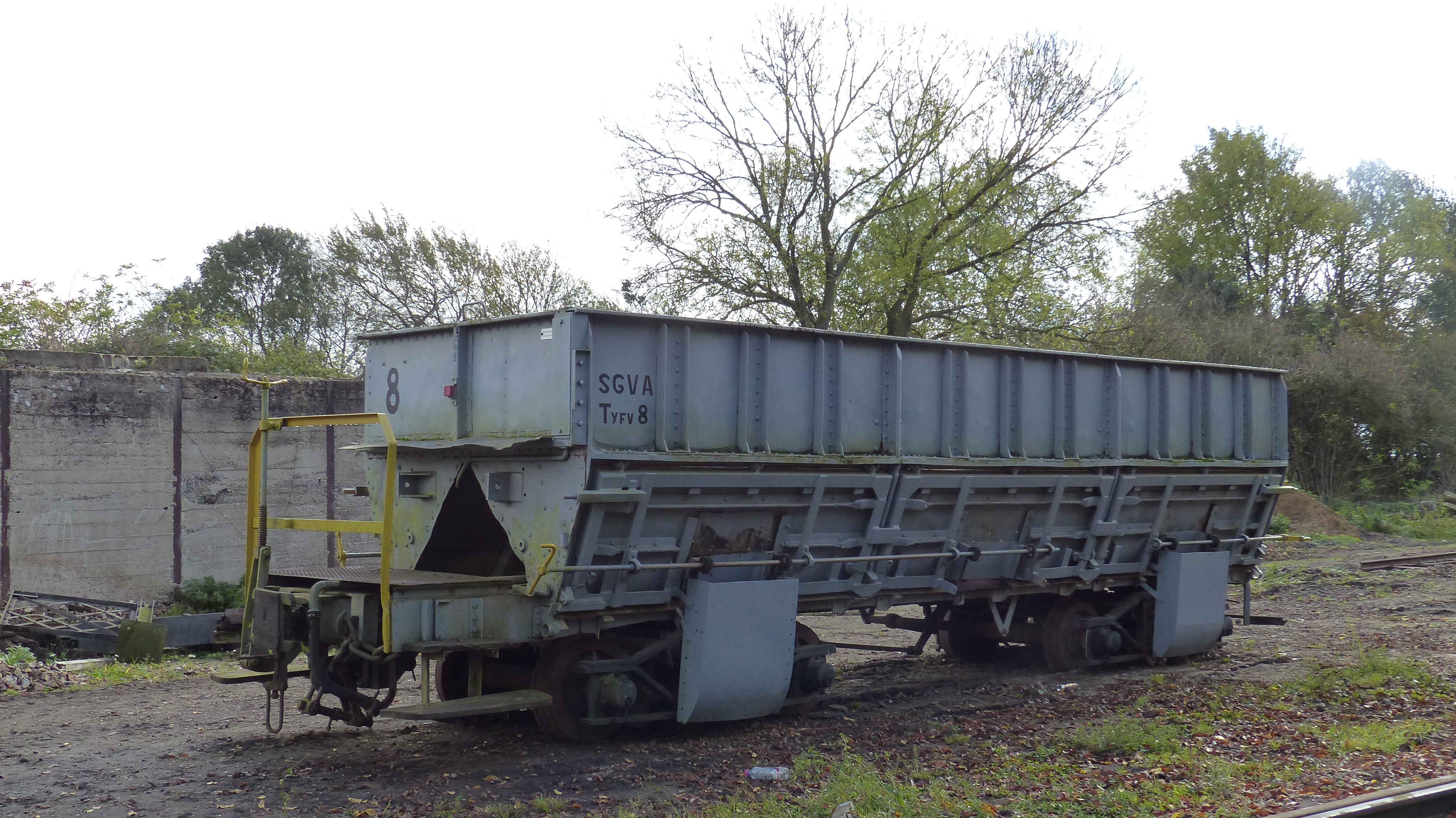
Wagon trémie Tyfv8 ex SGVA en 2014

## Matériel en attente de restauration
- Locomotive 031T no 12, livrée par Schneider en 1891, ex-Chemins de fer départementaux de la Côte-d'Or ;
- Autorail no 201, livré par Renault en 1949, ex-Chemins de fer de la Corse ;
- Autorail no 315, livré par Billard en 1938, ex-CFD Réseau des Charentes et Deux-Sèvres  (restauration en cours)
- Remorque no 242, livrée par Billard en 1937, ex-Chemins de fer de la Corse ;
- Voiture à voyageurs no B 1 (1907) des Tramways du Quercy (caisse seule) ;
- Voiture à voyageurs no B 22 (1891) des Chemins de fer départementaux de la Côte-d'Or (caisse seule démontée);
- Fourgon à bagages  no D 355 (1905) des Chemins de fer des Côtes du Nord.

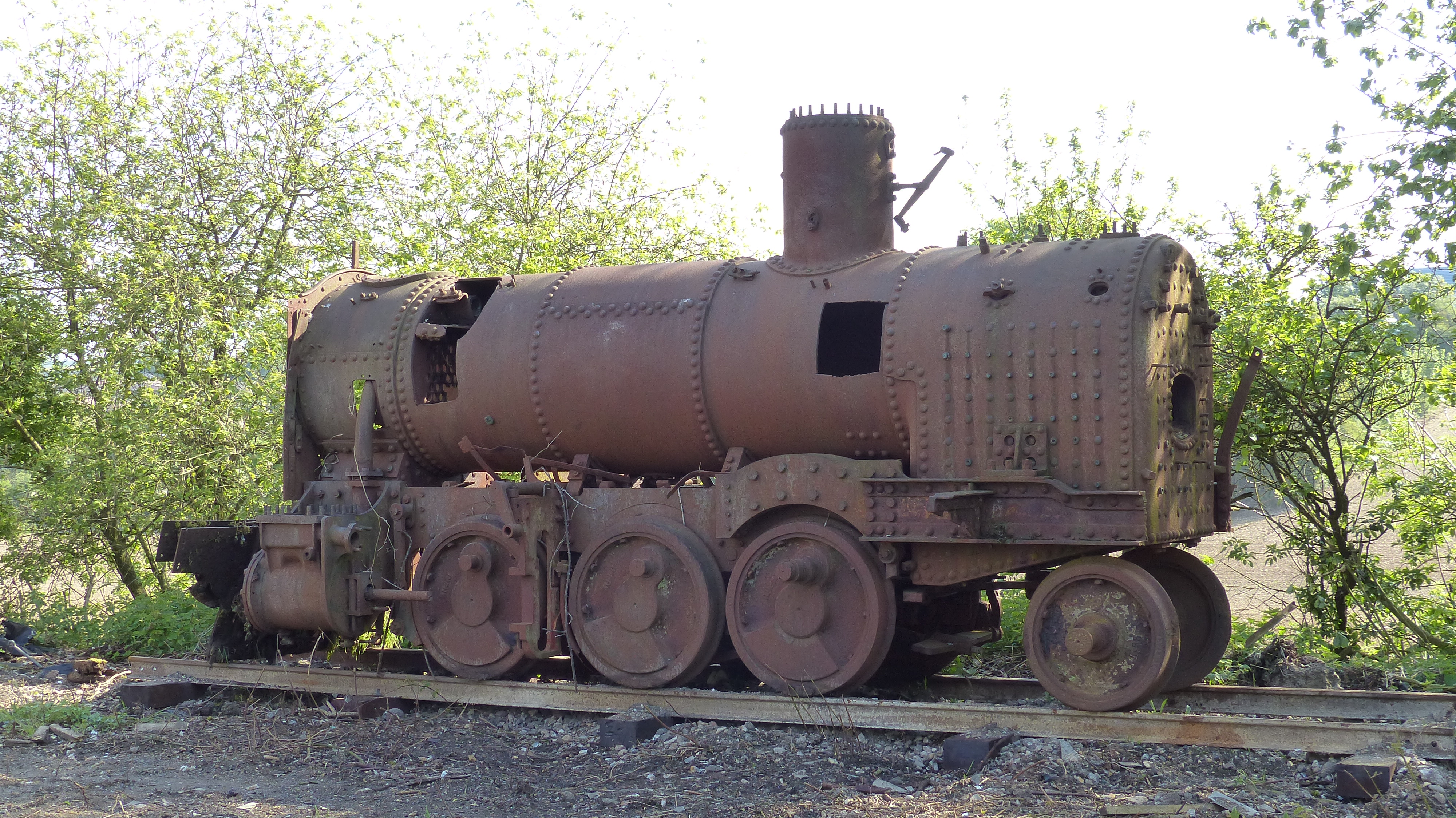
Locomotive 031T des Chemins de fer départementaux de la Côte-d'Or.
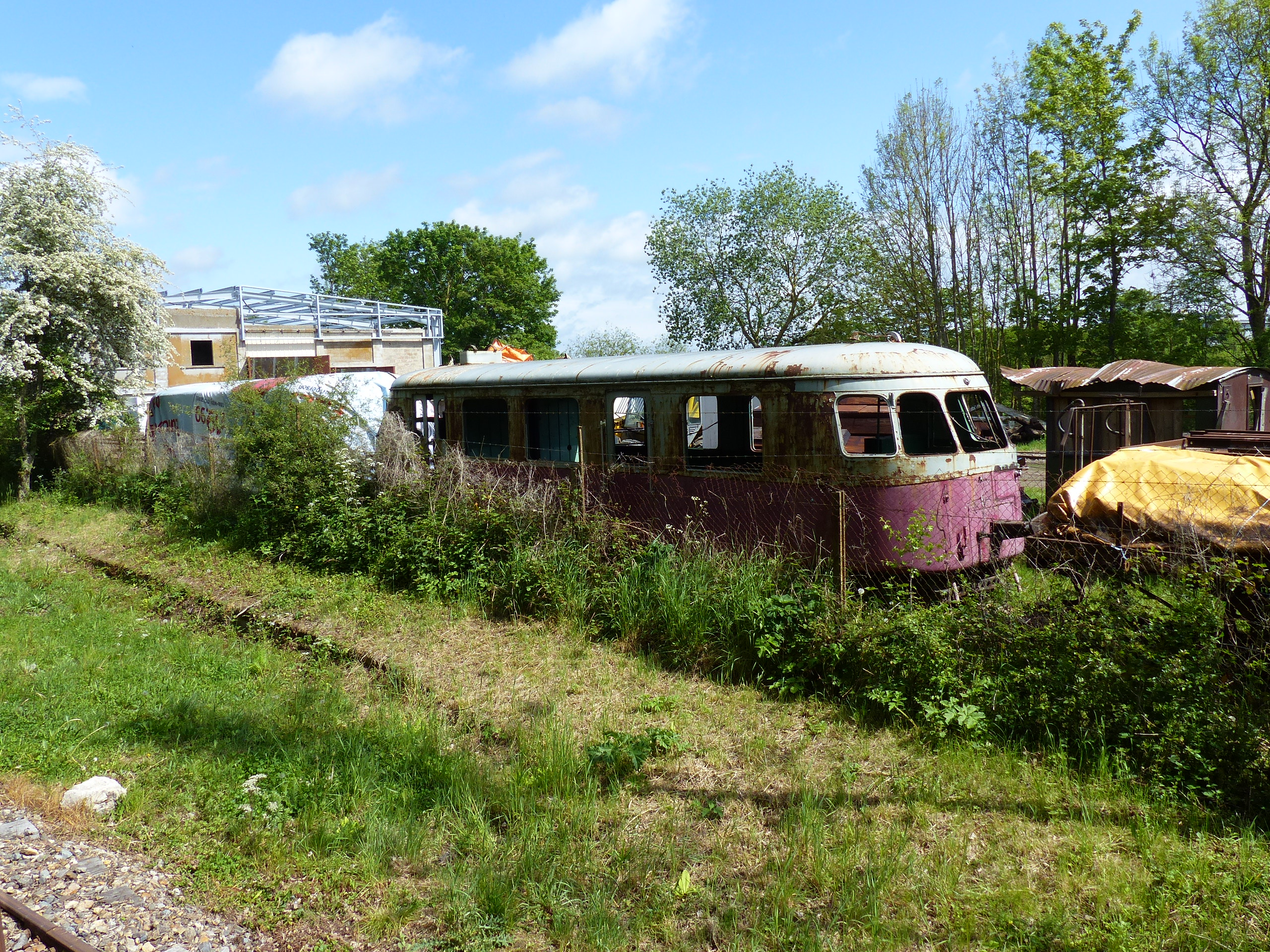
Autorail Billard ex-CFD Charentes.
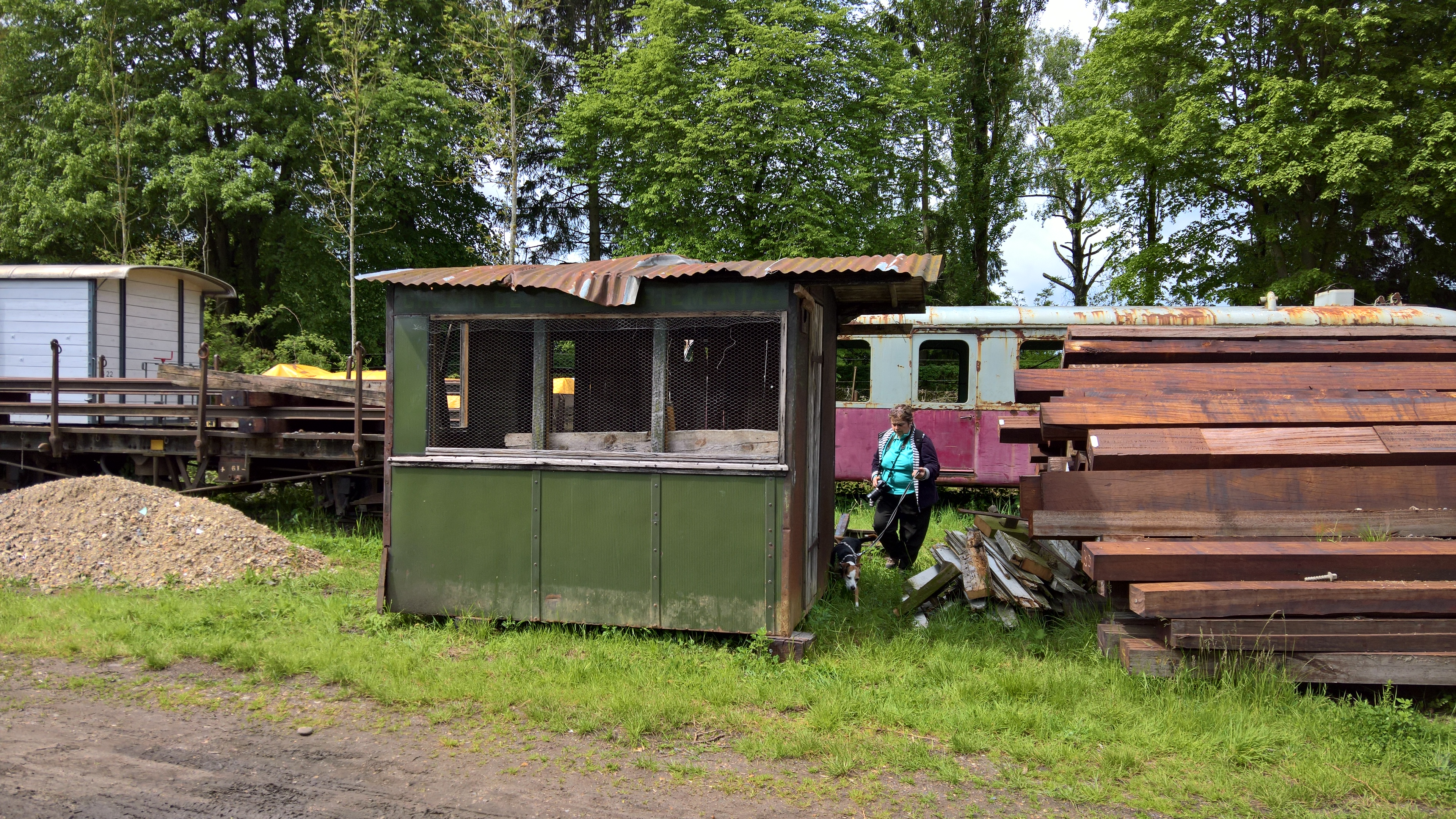
Caisse de voiture B1 des Tramways du Quercy.